# Église Saint-Pierre-et-Saint-Paul de Bouillancy
L'église Saint-Pierre-et-Saint-Paul est une église catholique paroissiale située à Bouillancy, dans l'Oise, en France. Elle dresse sa silhouette massive au fond de la vallée de la Gergogne, loin du village, et est de dimensions imposantes par rapport à l'insignifiance du village. La raison est sans doute sa vocation d'église priorale et paroissiale à la fois jusqu'au début du XIVe siècle. Austère et presque rustique à l'extérieur, elle présente une architecture gothique élégante et recherchée à l'intérieur. Son transept et son abside à sept pans comptent parmi les meilleures réalisations de la fin du XIIe et du premier quart XIIIe siècle dans les environs. La dernière travée de la nef a été bâtie en même temps, et fut munie de bas-côtés jusqu'en 1743. La première travée de la nef remonte elle aussi à cette même campagne, mais n'a jamais possédé de bas-côtés, et n'a pas été voûtée dans un premier temps. La raison semble être la réutilisation des murs gouttereaux de la vieille nef romane au niveau de la deuxième et de la troisième travée. Le voûtement d'ogives ne débuta que vers 1340 seulement, quand l'on monta des piliers engagés dans la nef, en commençant par l'ouest, mais la guerre de Cent Ans retarda l'achèvement jusqu'au siècle suivant. La plupart des fenêtres furent encore repercées ultérieurement. Ainsi, la nef est une construction disparate, mais possède néanmoins des voûtes de belle facture, qui sont une bonne illustration de la transition du style rayonnant tardif vers le style gothique flamboyant. Également flamboyant, mais sans grand caractère, est le clocher à gauche de la façade occidentale, qui ne fut achevé qu'au début de la Renaissance, en 1552. D'abord seulement inscrite, l'église Saint-Pierre-et-Saint-Paul a été classée monument historique par arrêté du 22 mai 2012. Elle est aujourd'hui affiliée à la paroisse sainte Jeanne d'Arc du Multien, et des messes dominicales anticipées y sont célébrées une à deux fois par an.

## Localisation
L'église Saint-Pierre-et-Saint-Paul est située en France, en région Hauts-de-France, au sud-est du département de l'Oise, à la limite avec la Seine-et-Marne, dans le Multien, sur la commune de Bouillancy, en dehors du village, à l'est, dans la vallée de la Gergogne, dans le hameau dit Le Bas Bouillancy, près de la RD 19, chemin de l'Église. Elle est séparée du chemin par le cimetière, qui s'étend devant la façade occidentale. Une étroite portion du cimetière borde également la nef du côté sud. Ce cimetière est clos par un mur. Un chemin rural passe le long de ce mur, et permet d'accéder au croisillon sud du transept et à l'abside. Celle-ci est envahie par la végétation. Toute l'élévation septentrionale de l'église est enclavée dans une propriété privée, qui correspond à l'ancien prieuré. Sinon, il n'y a pas d'habitations autour de l'église, et elle est bien dégagée. Des pâturages et des petits bois forment son environnement. Sa silhouette pittoresque s'apprécie notamment depuis la route départementale, en venant d'Acy-en-Multien, et depuis le pré communal à l'ouest du cimetière.

## Histoire

### L'histoire de la paroisse

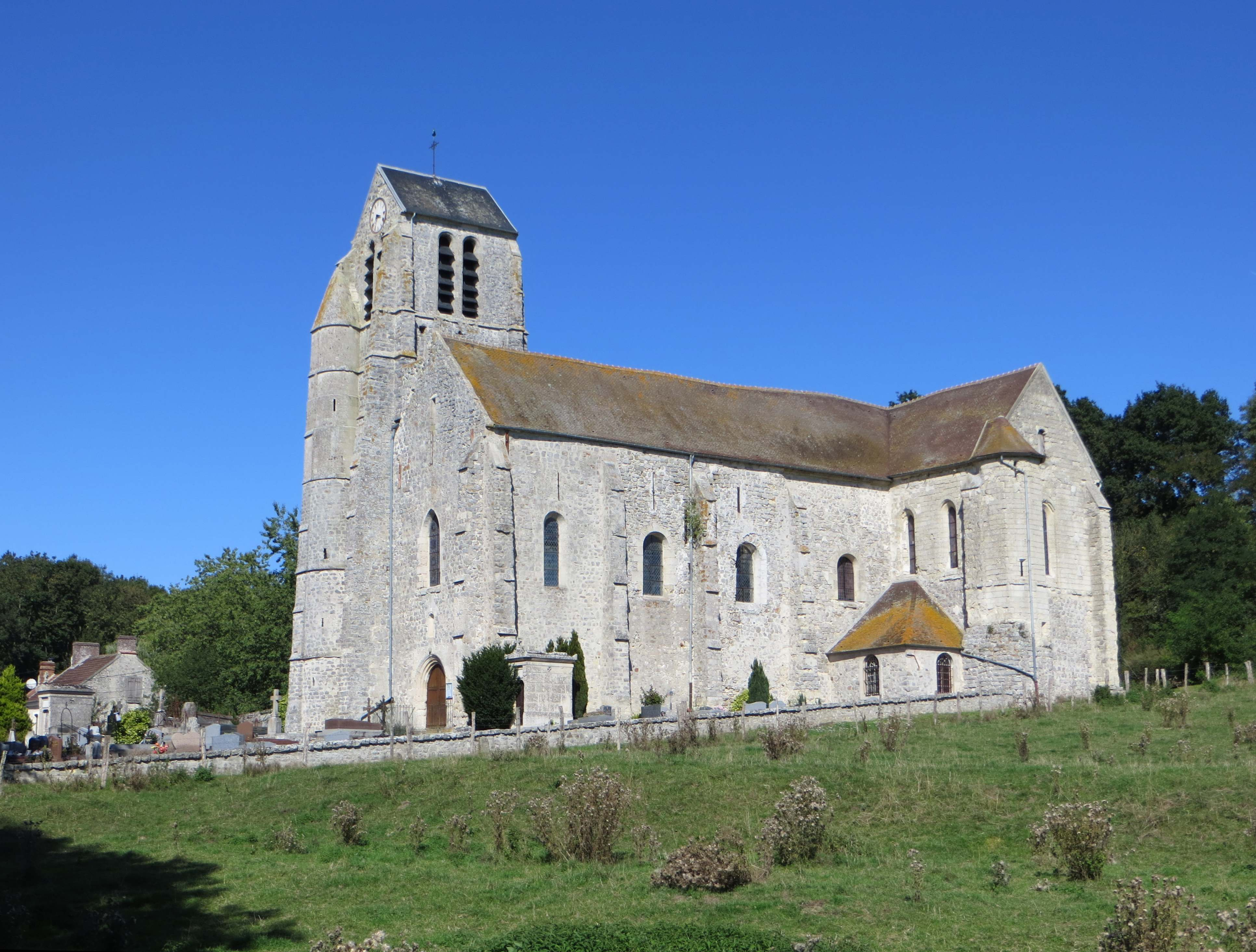
Vue depuis le sud.

À l'instar de la plupart des paroisses du Multien, sauf celles situées tout au nord, Bouillancy relève du diocèse de Meaux sous l'Ancien Régime, et plus particulièrement de l'archidiaconé de France. Le doyenné chargé de Bouillancy est Acy-en-Multien. Le collateur de la cure est l'abbaye Saint-Faron de Meaux, qui possède à proximité une dépendance avec son prieuré Saint-Martin de Réez, ancienne abbaye qui lui fut rattachée par Charlemagne vers 765 (date certainement erronée car antérieure à son couronnement). La paroisse constitue certainement un démembrement de celle de Réez, et sa fondation est sans doute imputable à l'abbaye de Réez ou à l'abbaye Saint-Faron, mais l'on ne sait rien de bien précis sur ses origines. Comme le souligne Dominique Vermand, l'histoire de l'église reste toujours assez obscure. Selon une charte du cartulaire de l'abbaye Saint-Faron citée en 1731 par dom Toussaint Chrétien Duplessis dans son Histoire de l'Église de Meaux, cette abbaye aurait possédé un prieuré à Bouillancy. Au début du XIVe siècle, l'ancienne abbaye de Saint-Fiacre, près de Meaux, est refondée comme prieuré grâce à l'afflux des dons des fidèles. Selon une charte du cartulaire du prieuré, datée de 1319, sa dotation initiale comporte toutes les terres que l'abbaye Saint-Faron possède à Bouillancy. Aucune mention du prieuré n'y est faite. En acceptant la donation, les religieux de Saint-Fiacre s'engagent d'assurer la célébration de trois messes par semaine dans la chapelle de Bouillancy, et d'administrer les sacrements aux fidèles. Ils prennent ici le relais des religieux de Saint-Faron, dont l'on peut supposer qu'ils ont quitté les lieux. Pour Dominique Vermand, il ne fait pas de doute que le prieuré de Bouillancy est supprimé au moment de sa donation à l'abbaye de Saint-Fiacre. L'église du prieuré devient une chapelle de dévotion. Le prieuré Saint-Fiacre prend soin de l'édifice, et Jean de Hauteverve, élu prieur en 1338, y fait effectuer des travaux. Mais le terme de chapelle pose problème : ne serait-il pas question d'une chapelle implantée ailleurs sur le territoire de la paroisse ? 

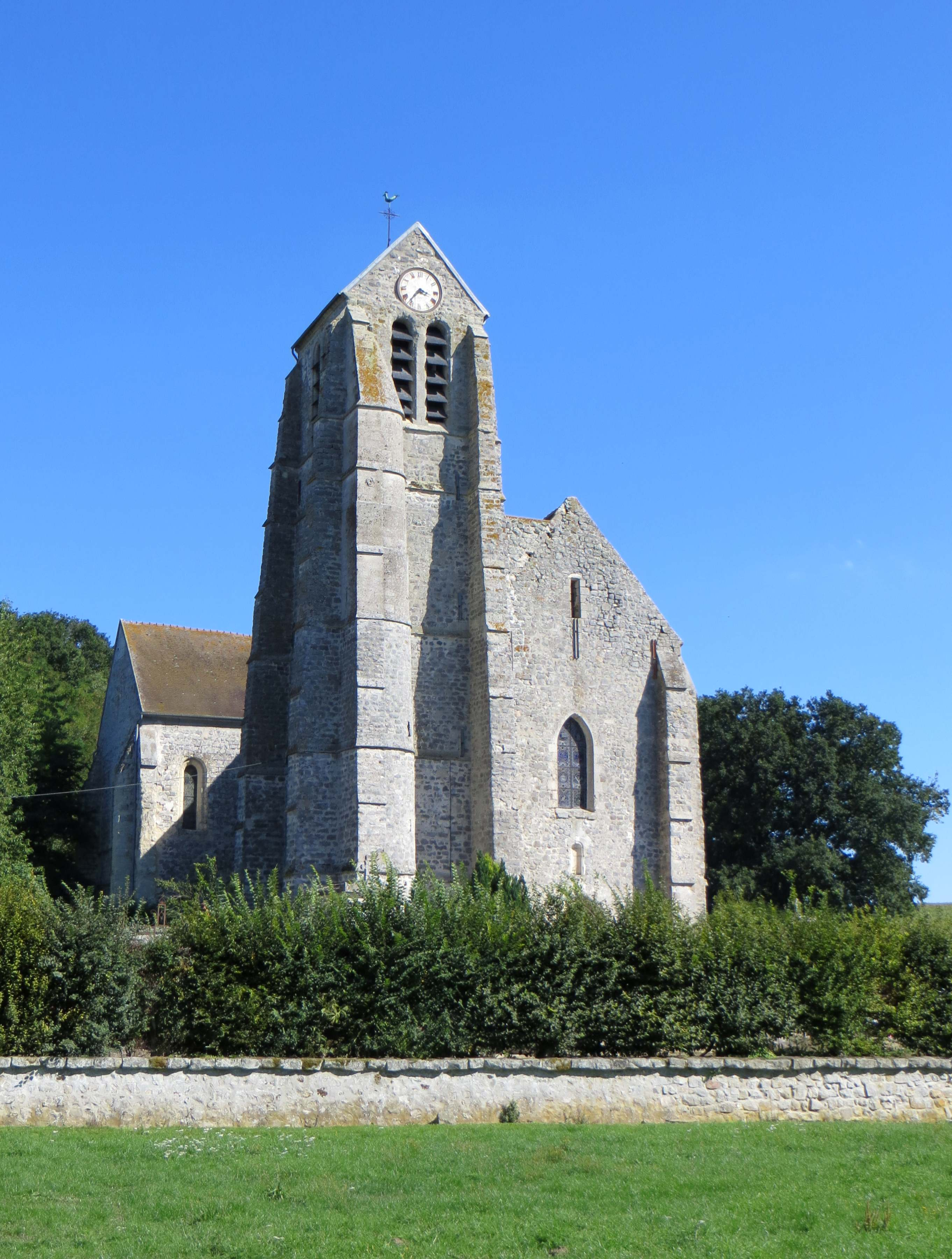
Vue depuis le nord-ouest.

L'abbé Faburelle, curé de Bouillancy entre 1838 et 1847, a cherché d'en savoir plus, et tomba sur le témoignage d'un voisin, qui, en travaillant dans son jardin, avait découvert un immense souterrain parfaitement voûté, au début du XIXe siècle. Le curé signale aussi les nombreuses fondations de murs assez importants dans les environs de l'église. Enfin, il gagne la conviction, par l'étude des documents, que les travaux sous Jean de Hauteverve concernent bien la nef de l'église actuelle. Il est donc probable que le prieuré fut associé à l'église. Pour Dominique Vermand, la situation isolée de l'église s'explique ainsi : du fait du vœu de clôture, les monastères préfèrent s'implanter en dehors des agglomérations en temps de paix, et choisissent les fonds de vallée pour pratiquer la pisciculture. Est-ce qu'il ne faut pas conclure de l'emploi du terme chapelle que le village possédait une église paroissiale distincte au XIVe siècle encore ? Cette question demeure sans réponse. Ce n'est qu'à partir de la seconde moitié du XVIe siècle que l'histoire de la paroisse est un peu mieux connue. Louis Leber, chanoine et chancelier de Saint-Étienne de Meaux, est curé de Bouillancy à cette époque. Il n'habite pas sur place, et entretient un vicaire, Claude Bellot, qui assure le service paroissial. Après la mort de ce dernier en 1585, Jacques Leroy lui succède. Sur l'invitation de l'évêque, les habitants font l'acquisition d'une maison pour le curé. Elle est utilisée comme presbytère jusqu'à la Révolution française. Dans son contexte, la partie du Multien comprise dans le département de l'Oise est rattachée au diocèse de Beauvais. Le curé de Bouillancy est alors Louis-Pierre-Claude Gourlet. Dénoncé comme suspect, il est arrêté le 5 septembre 1793, et enfermé dans diverses prisons. Entre-temps, l'église est utilisée comme mairie et manufacture de salpêtre, et vidé de la totalité de son mobilier. Toutes les cloches sont envoyées à la fonte, mais en échange, une cloche provenant de Silly-le-Long est concédée à la commune. Le presbytère est vendu aux enchères. Après la fin de la Terreur, l'abbé Gourlet reprend sa fonction de curé. Ne trouvant plus de presbytère, il se loge d'abord à Acy-en-Multien, puis à Réez, dont la paroisse est définitivement réunie à celle de Bouillancy en juillet 1803.
En 1826, la commune acquiert enfin une partie de l'ancien presbytère, et la met à la disposition de paroisse. L'abbé Gourlet retrouve donc son ancienne habitation, et exerce son ministère jusqu'à sa mort en 1838. Il est enterré à droite de l'entrée de l'église. En 1870, l'abbé Roisin, successeur de l'abbé Faburelle, fait débloquer l'accès du souterrain pour que les femmes et les enfants puissent s'y réfugier pendant l'invasion allemande. Mais certains éboulements dans le couloir le font renoncer à cet usage (son accès est définitivement condamné en 1947, mais ses premiers mètres continuent d'être utilisés comme cave en 2007). En 1957, l'abbé Le Sayec publie une brochure sur l'église de Bouillancy, et affirme que le presbytère est toujours le même. Dans son étude sur l'église de Bouillancy rééditée en 2007, Pierre Le Moult fait l'impasse sur la période postérieure au concordat de 1801. Ainsi, la fin de la paroisse indépendante de Bouillancy, Réez-Fosse-Martin et Villers-Saint-Genest n'est pas documentée. En 1996 en tout cas, Bouillancy est intégré dans la nouvelle paroisse Sainte Jeanne d'Arc avec siège à Betz, qui s'étend vingt-deux communes. Le curé réside actuellement à Bargny. Des messes dominicales anticipées sont célébrées en l'église Saint-Pierre-et-Saint-Paul une à deux fois par an, le samedi à 18 h 30.

### Les campagnes de construction de l'église

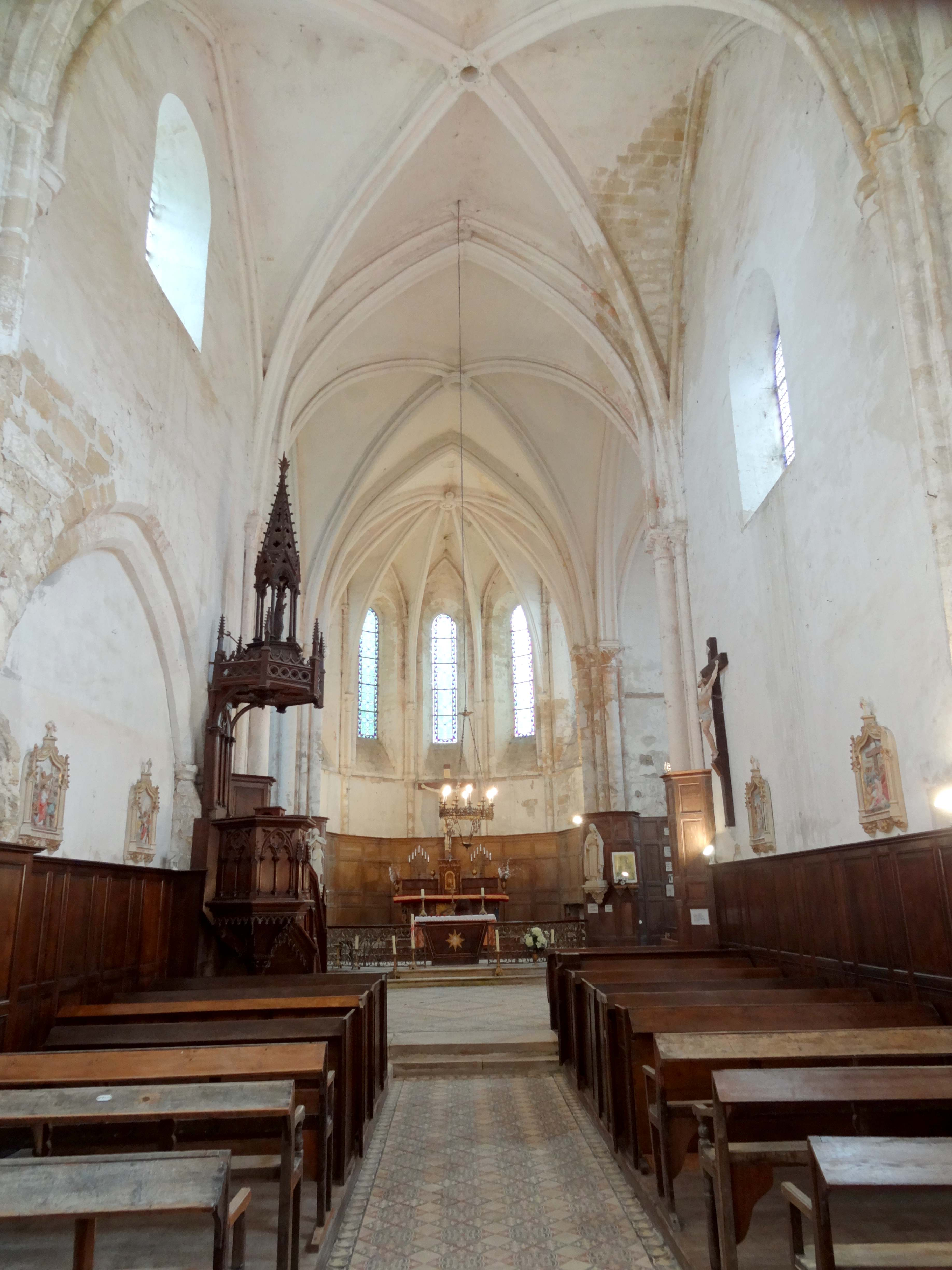
Dernière travée de la nef, vue vers l'est.

D'une église romane du XIe siècle, subsistent probablement les murs de la deuxième et de la troisième travée de la nef. Dominique Vermand évoque l'appareil en opus spicatum du mur sud, caractéristique de cette époque. Pierre Le Moult précise que la portion de mur en question se situe près de la sacristie. Ce dernier auteur prétend avoir identifié, à l'intérieur de l'église, « des fenêtres romanes authentiques dans leurs murs d'origine ». Il est toutefois possible qu'il y a confusion des fenêtres en plein cintre de l'époque moderne (milieu XVIe-XVIIIe siècle) avec des baies romanes, erreur fréquente chez les historiens locaux. Comme autre indice de la reprise d'une structure plus ancienne, Le Moult attire l'attention sur les soubassements en « assemblage de grès » des murs en pierre de taille, mais l'auteur semble ignorer que les soubassements sont souvent construits en pierres plus grossières en raison de leur plus grande solidité, et aucune partie de la nef n'est par ailleurs appareillée en pierre de taille. Quoi qu'il en soit, le sanctuaire roman est jeté bas à la fin du XIIe siècle, et cède la place à un ensemble architectural ambitieux. Il se compose de la dernière travée de nef avec bas-côtés, d'un transept et d'une abside à sept pans. De style gothique champenois, il est achevé au cours du premier quart du XIIIe siècle. Entre-temps, la première travée de la nef (en comptant depuis l'ouest) est mise en chantier. Il conserve au sud sa lancette gothique, encore en plein cintre en ce début du XIIIe siècle. L'on doit en conclure que les murs des travées romanes sont exhaussés et portés à la hauteur actuelle alors que l'on prolonge la nef vers l'ouest. En effet, tous les contreforts latéraux de la nef sont ainsi analogues.
Mais dès l'on commence à bâtir la première travée, l'on renonce à la construction de bas-côtés : elle ne possède en effet pas de grande arcade au sud, mais seulement au nord, vers la base du clocher. Les économies vont encore plus loin : les trois premières travées ne sont pas voûtées, au moins pas dans un premier temps. Les travaux ne reprennent qu'après le début de la guerre de Cent Ans. Le prieur bâtisseur Jean de Hauteverve, élu en 1338, entame certainement le voûtement d'ogives des trois premières travées de la nef, et fait à cette fin installer des piliers engagés à l'intersection des travées. Ils annoncent la transition du style rayonnant tardif vers le style flamboyant naissant. Or, le chantier s'interrompt avec la mort du prieur en 1349, et ne reprend qu'au cours du XVe siècle, sans rupture de style (hormis les culots des ogives de part et d'autre du troisième arc-doubleau). Dominique Vermand date clairement les voûtes du XVe siècle, mais Pierre Le Moult ne remarque pas la cohérence entre supports et nervures, et cherche à rattacher le chantier du voûtement à une campagne de construction attestée par une inscription, en l'occurrence celle du clocher. La date de 1552 est gravée sur l'une de ses pierres. Or, les voûtes réalisées à cette époque seraient de style flamboyant tardif. Se pose maintenant la question si la date correspond à l'achèvement d'un nouveau clocher, ou seulement à une reconstruction partielle ou réparation,. Pour Louis Graves, il ne fait pas de doute qu'il s'agit de la date d'achèvement. Dominique Vermand ne tranche pas la question. Pierre Le Moult peine à croire que le clocher date réellement du XVIe siècle, et le perçoit comme une imitation du Moyen Âge, inconcevable pour lui en pleine Renaissance. Cependant, les travaux ont pu commencer quinze ou vingt ans plus tôt, quand le style flamboyant est encore en vigueur, et la rusticité de l'étage de beffroi ne surprend guère sur un édifice aux élévations extérieures tout aussi rustiques. Avant et surtout, l'on n'aurait pas ménagé une fenêtre au nord de la première travée si le clocher avait été d'emblée prévu à cet emplacement.

### Remaniements et restaurations

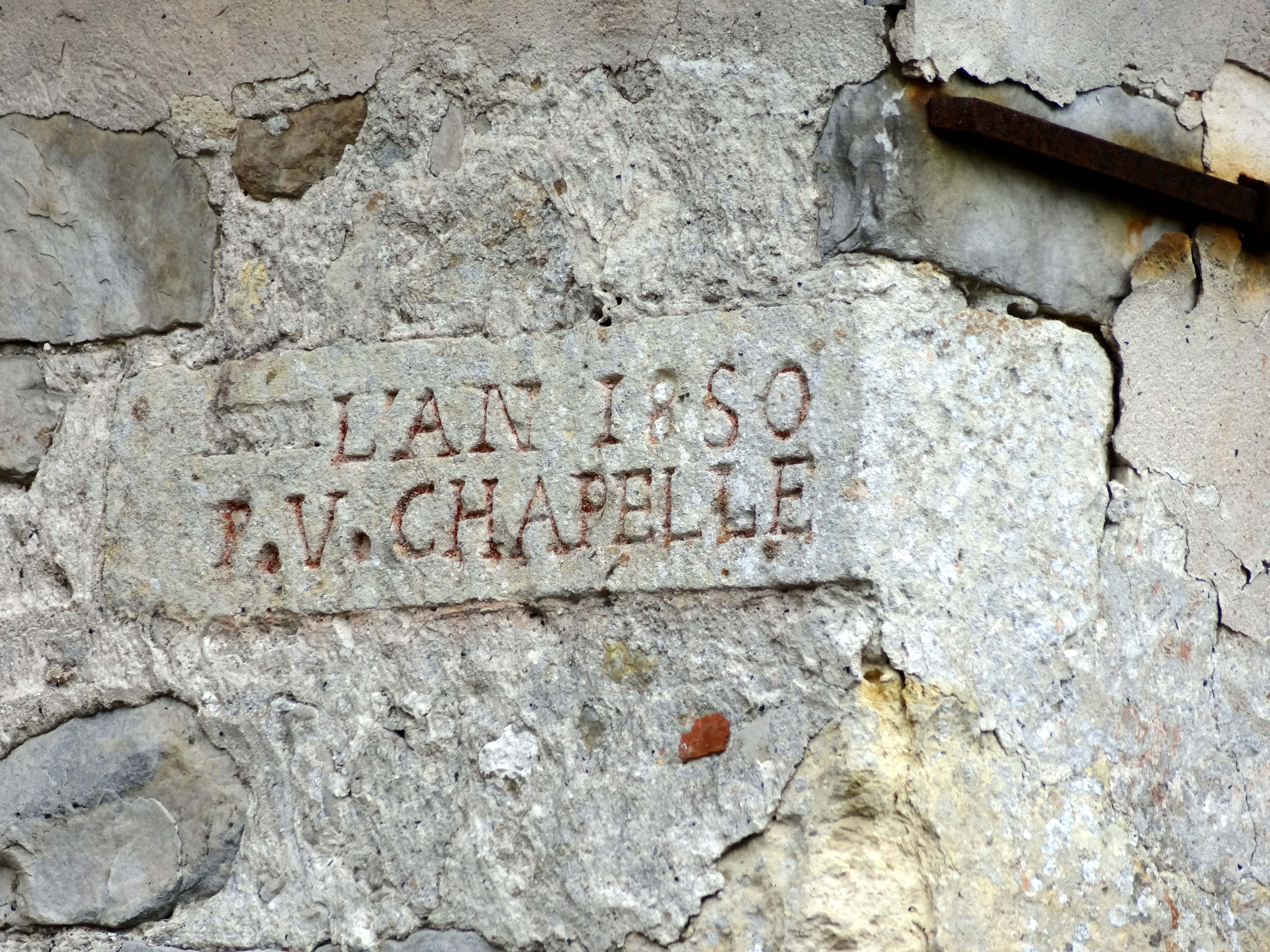
Inscription sur la sacristie.

Entre le milieu du XVIe et le XVIIIe siècle, les fenêtres de la deuxième à la quatrième travée sont encore repercées, à deux époques différentes, car elles sont plus petites dans la quatrième travée. Une délibération du conseil de fabrique du 2 septembre 1742 et une inscription dans le registre de la fabrique renseignent sur la disparition des bas-côtés inachevés. Dès l'année suivante, ils sont démolis à la faveur de l'agrandissement de la maison d'école d'une travée. C'est par erreur que Louis Graves situe cet événement vers 1770. — La sacristie porte, sur une pierre située à l'extérieur, l'inscription « L'an 1850 / P. V. Chapelle ». — L'église est inscrite à l'inventaire supplémentaire des monuments historiques par arrêté du 19 mars 1934. Elle bénéficie d'une série de travaux de restauration entre 1980 et 2005. En 1980, à la suite de l'éboulement de quelques pierres, la première voûte de la nef est reprise et débadigeonnée, et le pilier sud-ouest de la croisée du transept est consolidé. En 1988, certains éléments de la charpente sont remplacés, et les toitures sont refaites. Un drainage est mis en place autour de l'édifice afin de lutter contre la montée de l'humidité dans les murs. En 1996 seulement, l'horloge est électrifiée, et la sonnerie des heures et demi-heures est automatisée. Pendant les vacances d'été 1998, des travaux à l'intérieur de l'église sont effectués dans le cadre d'un chantier jeunes, sous la direction d'Alain Hurier, conseiller municipal, et avec le concours de deux agents de la Communauté de communes du pays de Valois. Il s'agit notamment du démontage des boiseries et des planchers de part et d'autre de l'allée centrale, afin de pouvoir assainir le sol et les murs, puis restaurer les boiseries et réparer le plancher. L'abat-voix de la chaire est également restaurée, et la grille de communion, depuis longtemps déposée, est remise en place. Deux ans plus tard, quelques bénévoles s'attaquent à la restauration des boiseries et des bancs des fidèles. Leur œuvre est poursuivie par une entreprise de menuiserie de Crouy-sur-Ourcq. L'éclairage du transept et du chœur est refait et mis aux normes entre 2004 et 2005. Enfin, l'église Saint-Pierre-et-Saint-Paul est classée monument historique par arrêté du 22 mai 2012.

## Description

### Aperçu général

Plan de l'église.

Orientée avec grande exactitude, l'église répond à un plan cruciforme symétrique. Elle se compose d'une nef de quatre travées, dont seule la dernière travée fut jadis accompagnée de bas-côtés ; d'un transept largement débordant ; et d'une abside à sept pans. La longueur totale est de 36,50 m, et la largeur est de 6,50 m au niveau de la nef. Le clocher se situe au nord de la première travée de la nef. Sa cage communiquait avec la nef par une grande arcade, qui est actuellement fermée par un mur percé d'une porte. Une tourelle d'escalier cylindrique flanque l'angle nord-ouest du clocher, et une autre, à pans coupés, l'angle sud-ouest du transept. Une sacristie occupe l'emplacement de l'ancien bas-côté sud. L'ensemble de l'église est voûté d'ogives à la même hauteur, soit 12 m sous le sommet des voûtes. Dans les croisillons du transept, ce sont des voûtes sexpartites, car les croisillons sont subdivisés en deux demi-travées successives, en raison de la grande arcade vers l'ancien bas-côté qui n'occupe que la moitié de la largeur des murs latéraux. Les élévations intérieures sont à un seul niveau, sauf dans la quatrième travée de la nef et la première demi-travée des croisillons, en raison de l'existence ancienne des bas-côtés. On accède à l'église par le portail occidental. Le clocher est coiffé en bâtière. Il cumule à 30 m de hauteur. La nef et les croisillons sont munis de toitures à deux rampants avec des pignons à l'ouest, au nord et au sud.

### Intérieur

#### Nef

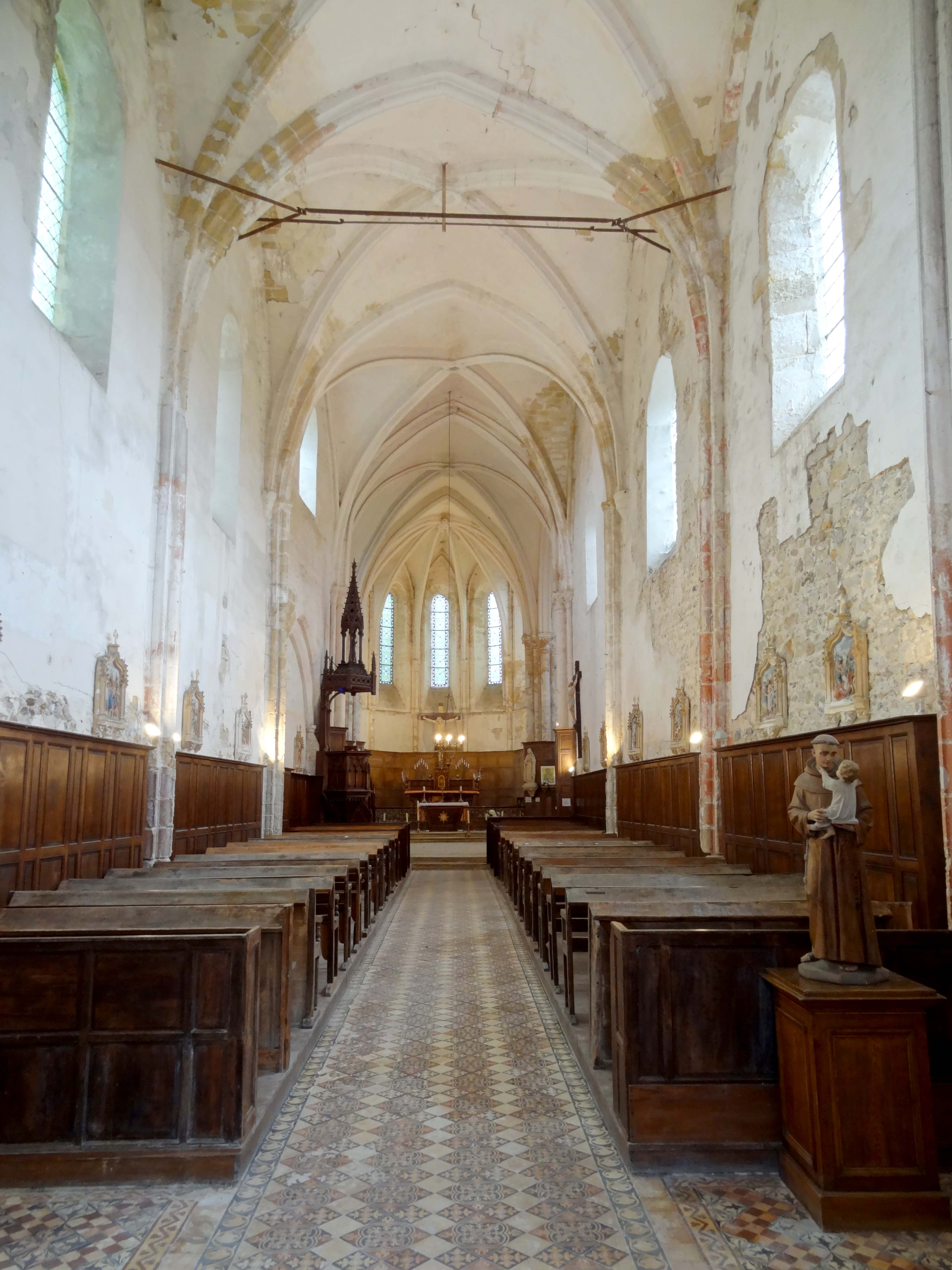
Nef, vue vers l'est.

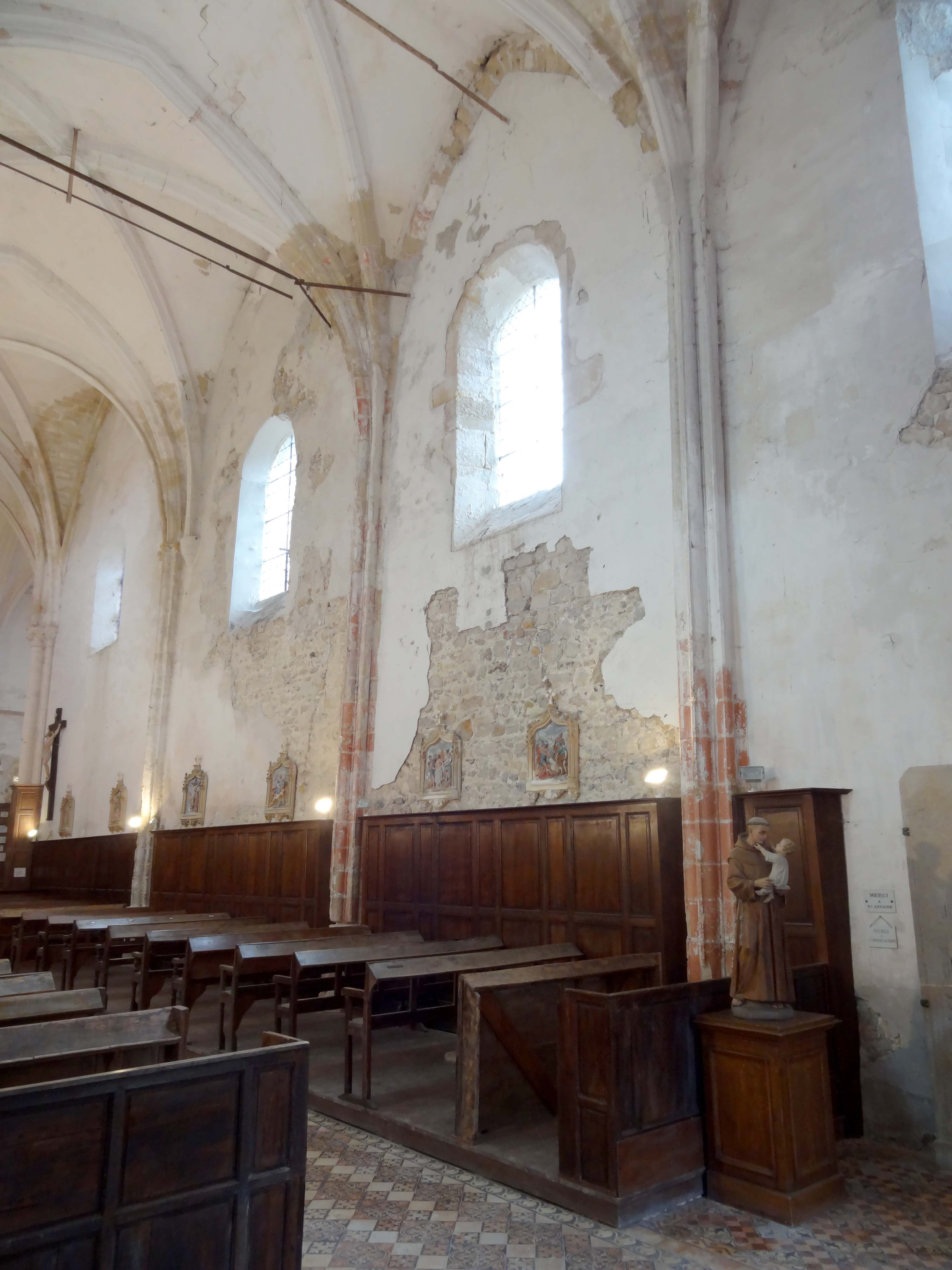
Vue vers le sud-est.

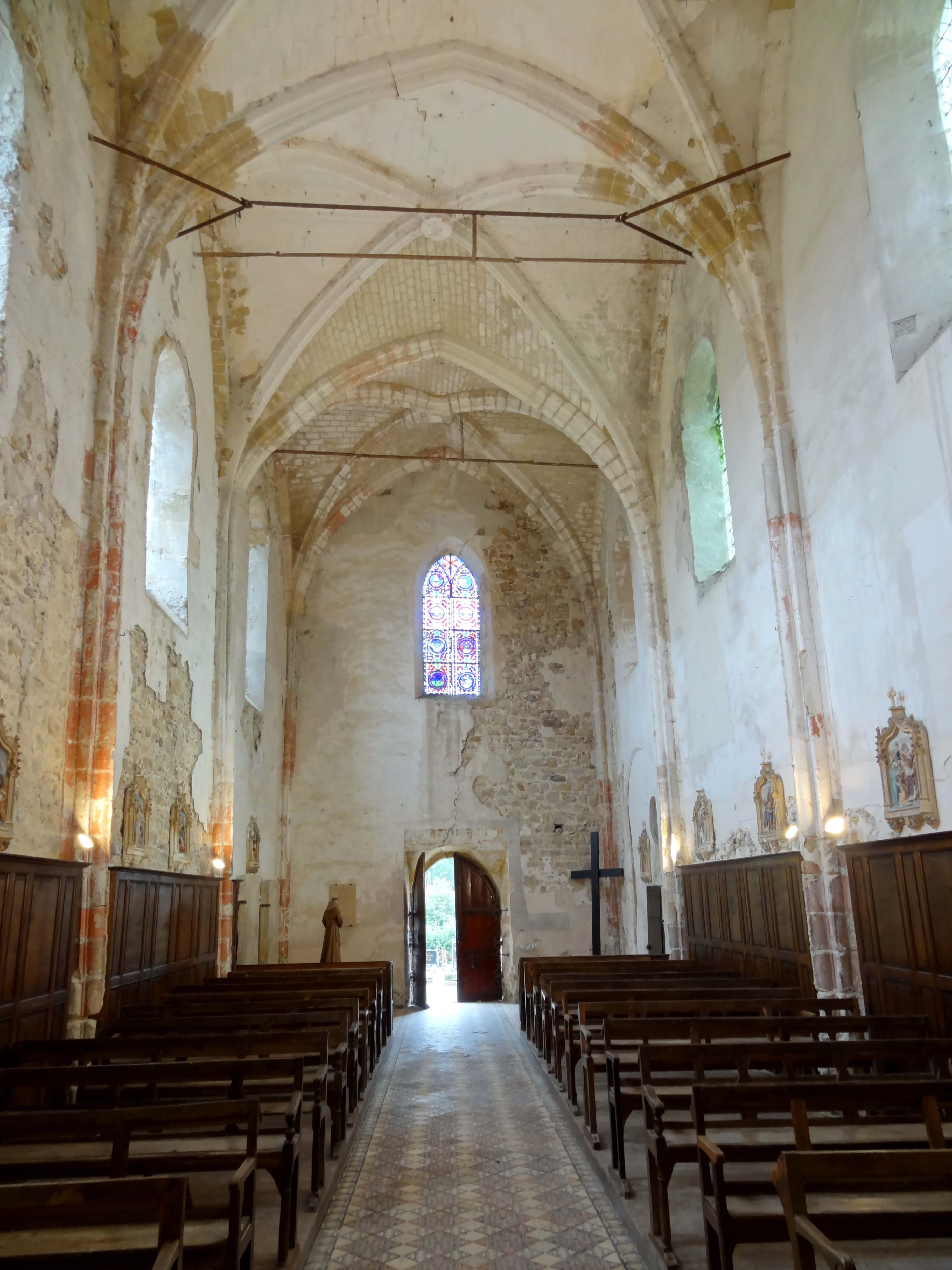
Nef, vue vers l'ouest.

La nef, presque deux fois plus haute que large, est de proportions élancées. Sa hauteur sous le sommet des voûtes de 12 m dépasse un peu la moyenne des églises rurales, mais n'a rien d'exceptionnel. Toutefois, cette hauteur est rare dans la région pour une nef unique voûtée d'ogives, et l'on ne peut guère citer que l'abbatiale de Saint-Jean-aux-Bois. Cependant, la construction de bas-côtés était prévue dans le projet initial. Le renoncement à leur construction résulte en une grande nudité des élévations latérales, malgré la présence des piliers engagés. En effet, les pourtours des baies ne sont ni moulurés, ni autrement décorés, et aucune baie n'est munie d'un remplage. Dans les trois premières travées, les soubassements des fenêtres ont plus de six mètres de hauteur, et dans la quatrième travée, encore davantage, car les baies ont été repercées avant la démolition des bas-côtés. En plus, les fenêtres ne sont pas très élevées, et sont loin d'atteindre les sommets des formerets des voûtes. Tout ceci manque d'élégance. Les trois seules fenêtres anciennes, dans la première travée, sont toutefois un peu plus élevées que les autres. Elles se distinguent des autres par leur fort ébrasement. Celle en haut du portail est en arc brisé. Les deux autres sont en plein cintre, comme encore à la même époque à Béthancourt-en-Valois et Glaignes. La baie septentrionale est bouchée en raison de la présence du clocher à son revers. Dans son soubassement, la grande arcade bouchée est relativement étroite et en plein cintre, ce qui tend à confirmer une construction tardive du clocher, après 1530/1540. Des deux grandes arcades bouchées de la dernière travée, seule celle du nord demeure visible. Elle est en tiers-point, à double rouleau chanfreiné, et retombe à l'est sur une imposte moulurée, sans aucune trace de colonnettes à chapiteaux. Cette architecture rustique ne cadre pas avec le niveau remarquable des parties orientales, et puisque la suppression des bas-côtés remonte déjà à 1743, l'on ne peut pas exclure que des colonnettes à chapiteaux existaient primitivement. L'arcade en face au sud a été entièrement effacée, mais les contours d'une arcade visible à l'ouest du croisillon sud indiquent bien qu'un bas-côté existait aussi au sud de la quatrième travée.
Si la nef est en réalité une construction disparate, englobant encore des murs romans et achevée définitivement seulement trois siècles et demi après le début de sa reconstruction gothique, elle tient néanmoins un certain caractère de ses voûtes d'un style distingué. Les arcs-doubleaux se fondent directement dans les colonnettes, et leur rouleau inférieur adopte le même profil que la colonnette médiane. Sauf au niveau du troisième doubleau, les ogives se fondent elles aussi directement dans les fûts, que l'on ne peut appeler colonnettes qu'au niveau des deux premiers doubleaux. Au niveau du troisième doubleau, ce sont des arêtes saillantes garnies d'un filet en leur milieu et entaillées de facettes concaves de part et d'autre. Ces deux piliers engagés ne datent peut-être que du XVe siècle, comme les voûtes, et sont en tout cas plus flamboyants que rayonnants. Ils fournissent l'un des rares exemples de la transition du style rayonnant vers le style flamboyant dans le département, dont la meilleure illustration est sans doute la Sainte-Chapelle de Vincennes. Mais même dans les premières travées, les faisceaux de colonnettes annoncent déjà le style flamboyant, en raison de la pénétration directe des nervures dans les fûts. Un édifice précurseur en cette matière est le chartrier de l'abbaye du Moncel, qui fut achevé avant 1337,.
À l'intersection des travées, les fûts sont au nombre de cinq, soit un pour le doubleau, deux pour les ogives et deux pour les formerets, mais les colonnettes réservées aux formerets ne sont visibles qu'à de rares endroits, car plusieurs couches d'enduit se superposent sur les murs. Chacun des fûts est garni d'un mince filet en son milieu, comme déjà signalé pour les supports au niveau du troisième doubleau. Ce filet est un trait caractéristique de la période rayonnante tardive, et apparaît à la fin du XIIIe siècle. D'autres exemples sont Brenouille (chœur-halle), Évecquemont (chœur), Nointel (chœur), Pontpoint (chapelle sud), Rousseloy (chœur-halle), Sacy-le-Grand (collatéral nord). Souvent, il est limité aux nervures des voûtes et absent sur les fûts. Les nervures de ce type sont rarement pénétrantes, car ce n'est qu'à l'époque de l'apparition des nervures prismatiques, comme l'on en voit au niveau du troisième doubleau, que les maîtres d'œuvre se mettent à supprimer les tailloirs et chapiteaux d'un manière plus généralisée. Dans la nef de Lieu-Restauré, les croisillons de Clairoix, le croisillon sud de Feigneux, les collatéraux des chœurs de Fresnoy-la-Rivière et Montagny-Sainte-Félicité, et les bas-côtés de Gisors et Saint-Pierre de Senlis, les nervures prismatiques descendent ainsi jusqu'au sol sans changer de profil. L'on peut déplorer le recours à des culots assez frustes de part et d'autre du dernier doubleau. Ici, le raccordement avec les ogives du début du XIIIe siècle de la quatrième travée a certainement posé problème, et l'on chercha la symétrie pour la retombée des ogives nouvellement construites de la troisième travée. Restent à signaler les profils des ogives et doubleaux. Dans les trois premières travées, le dernier doubleau compris, ce sont des tores garnis d'un mince filet entre deux facettes concaves. Dans la quatrième travée, les ogives accusent une gorge entre deux tores, comme dans la base du clocher de Catenoy, la troisième travée de Crouy-en-Thelle, la quatrième travée de Mareuil-sur-Ourcq, ou l'abside de Saint-Martin-des-Champs. Les clés de voûte flamboyantes sont abîmées. Celle de la quatrième travée est une couronne de petites feuilles polylobées.

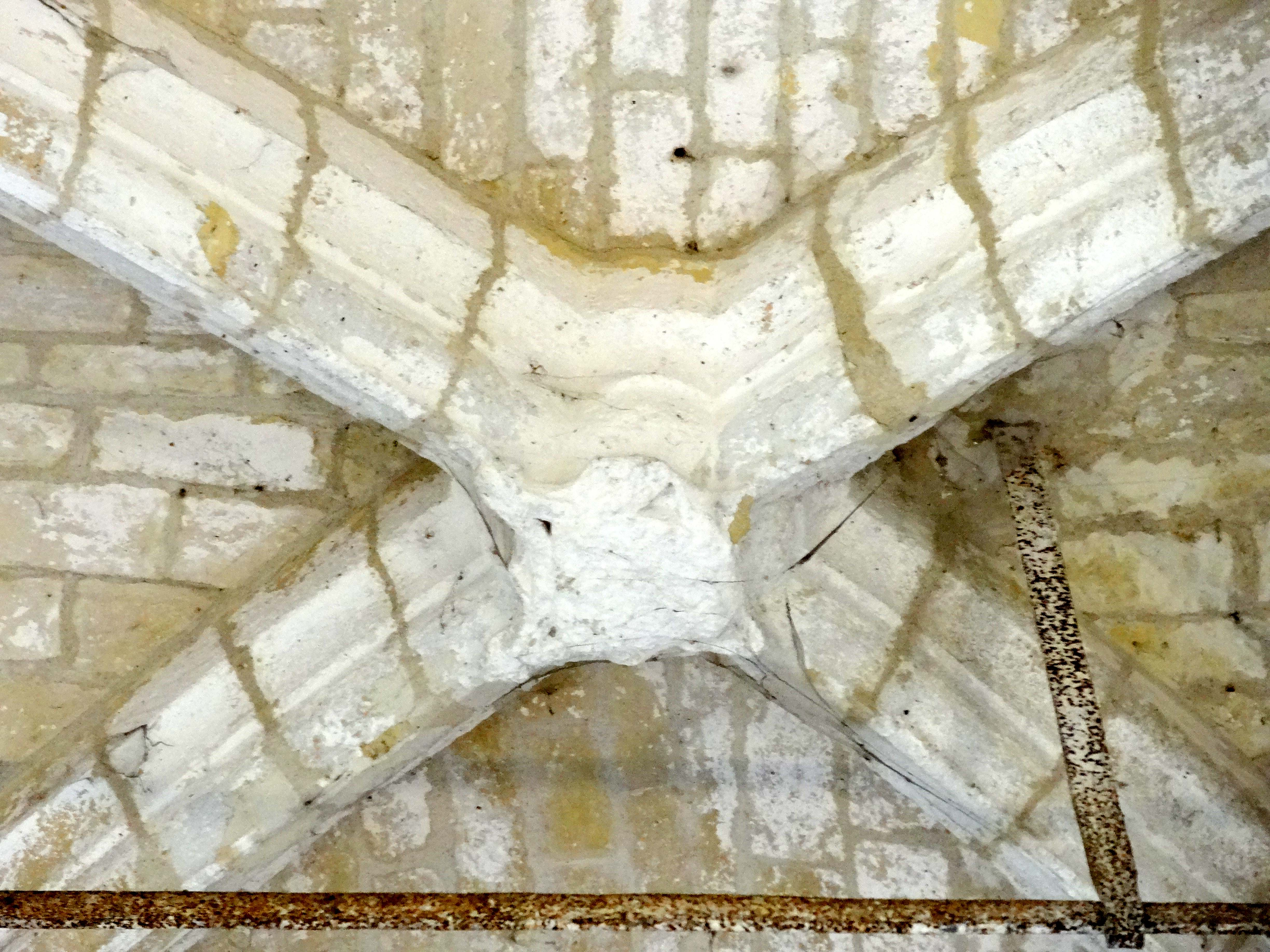
Clé de voûte de la 1re travée.
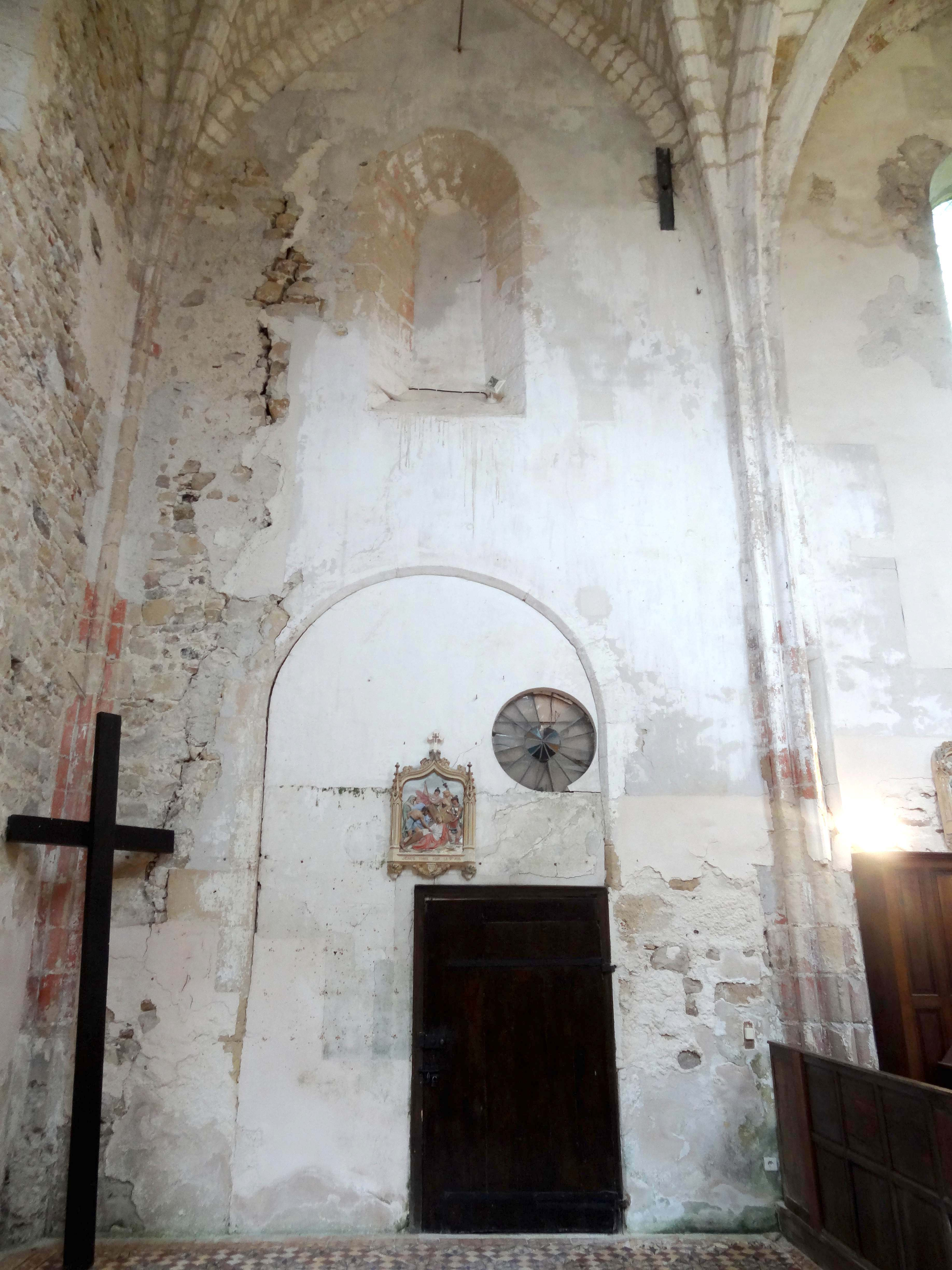
1re travée, élévation nord.
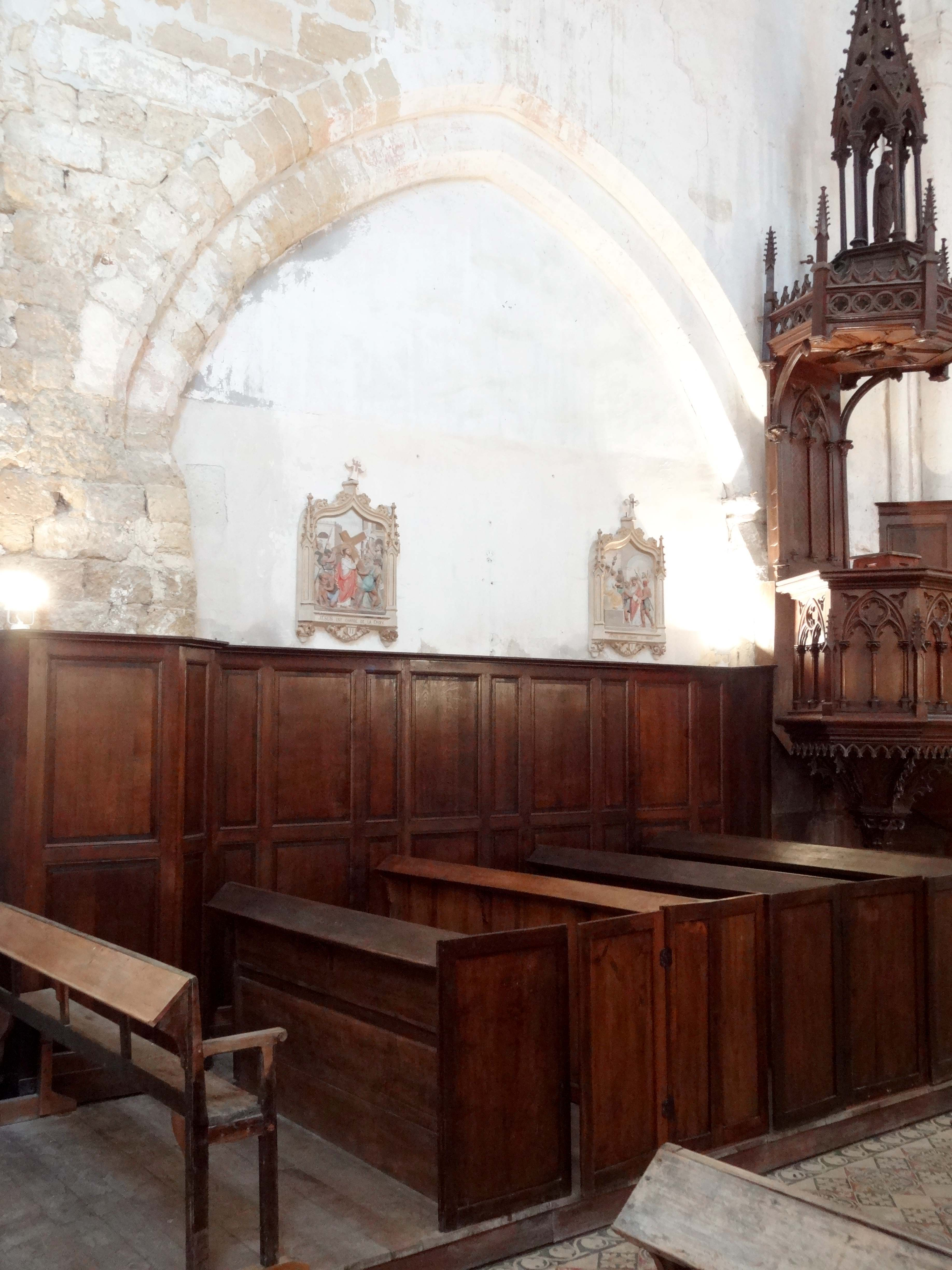
Arcade bouchée de la 4e travée.
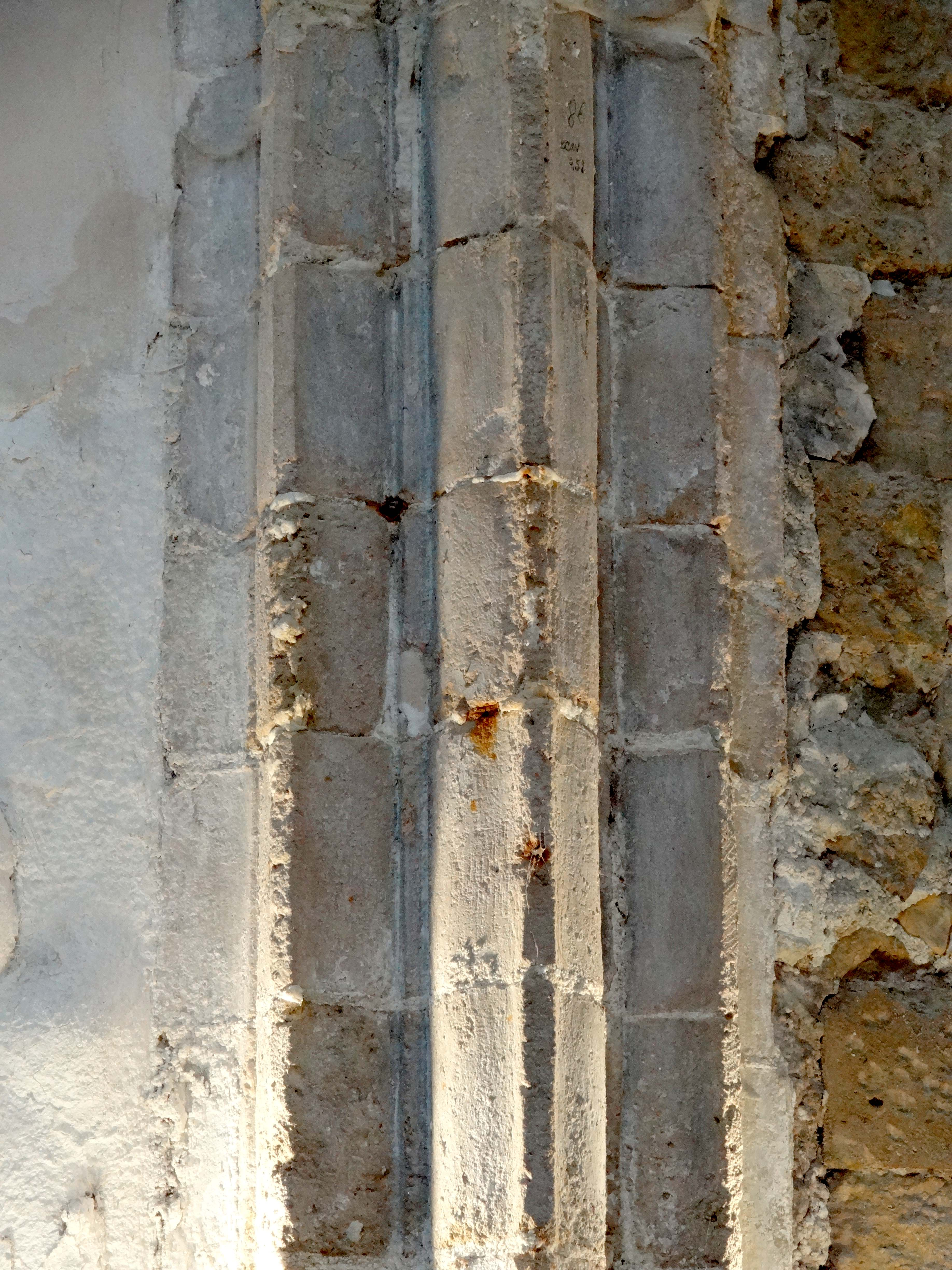
Piliers engagés du 3e doubleau.
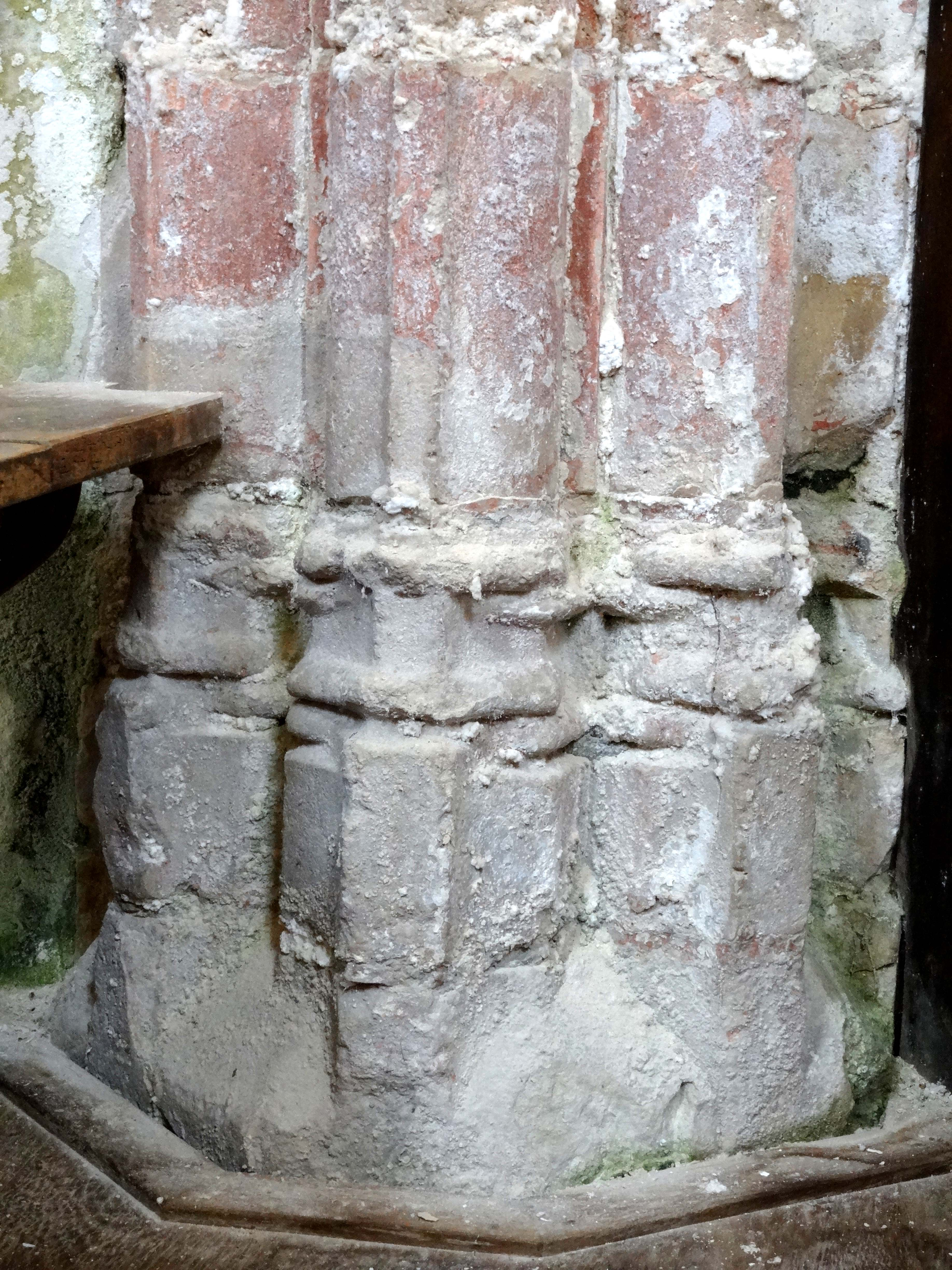
Base des piliers engagés.
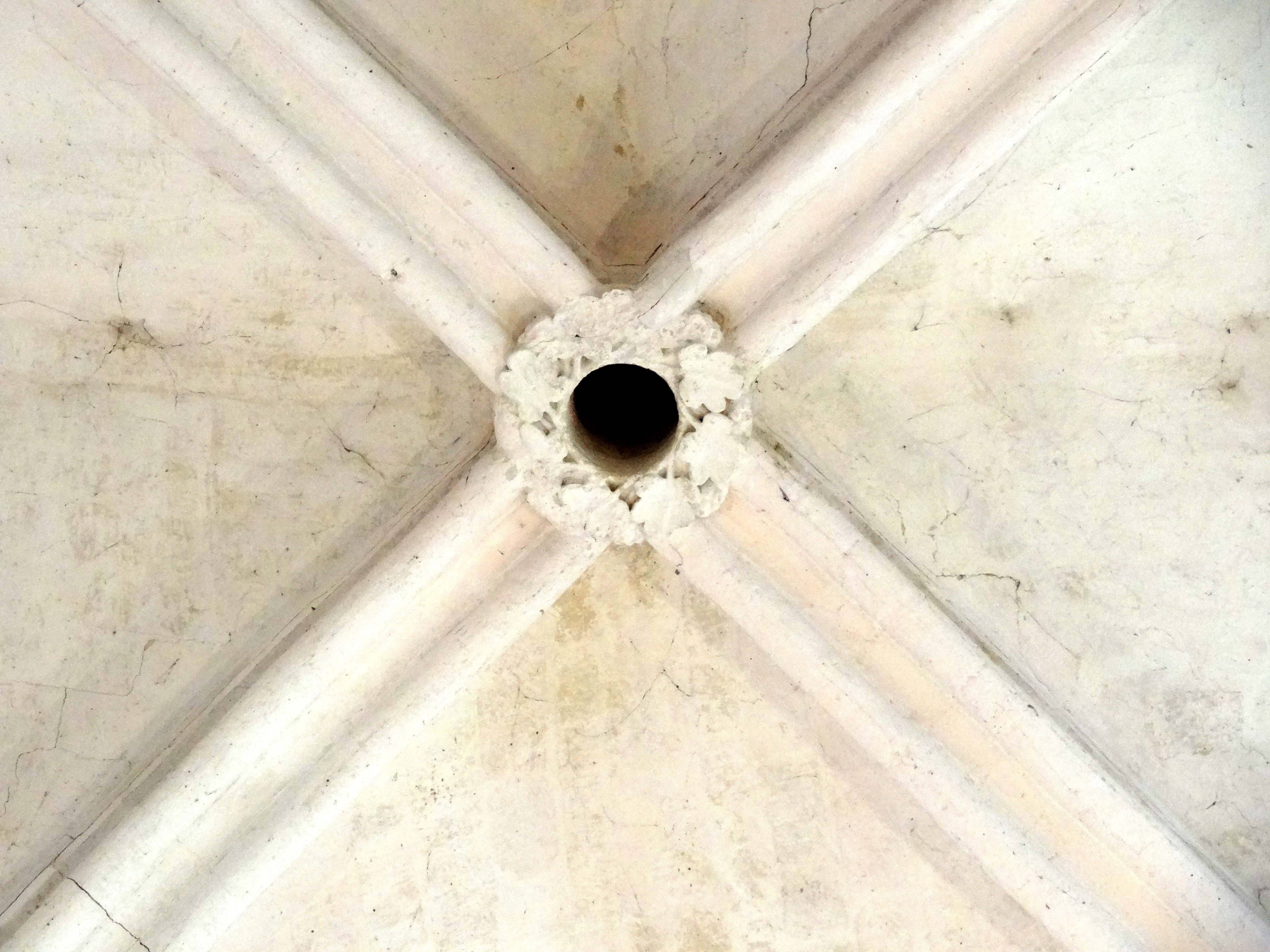
Clé de voûte de la 4e travée.

#### Transept

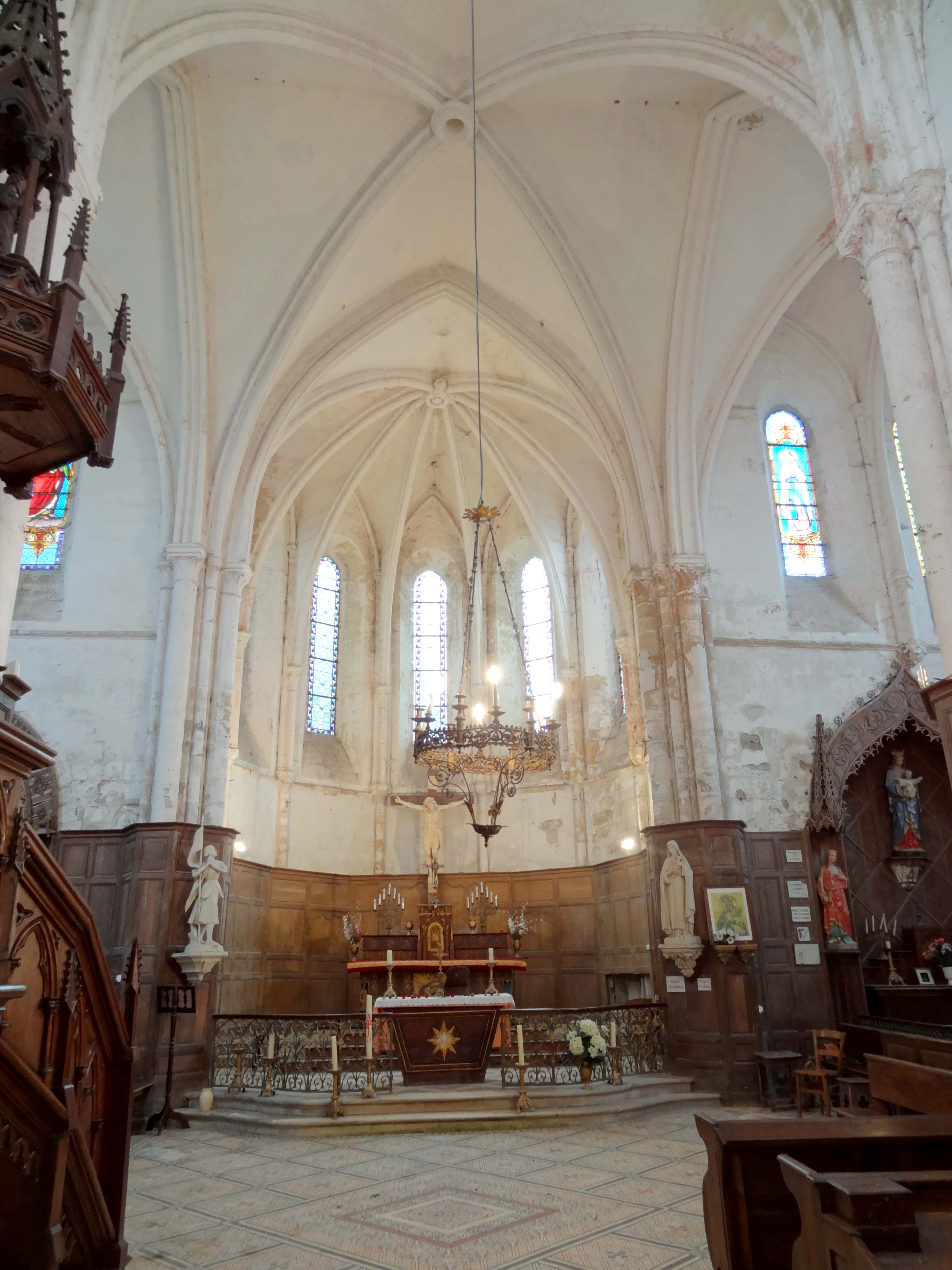
Croisée, vue vers l'est.

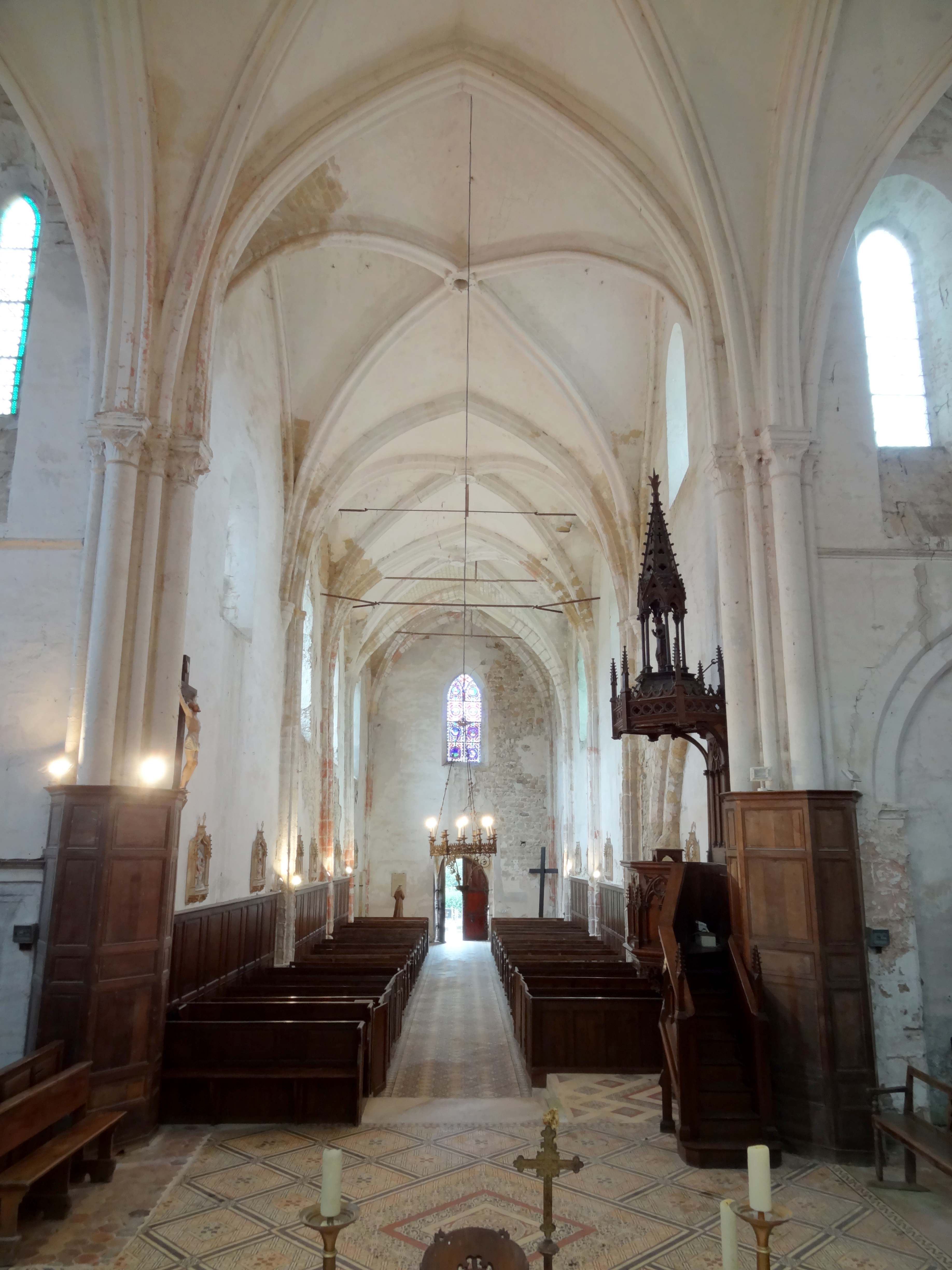
Croisée, vue vers l'ouest.

L'ensemble transept et chœur de l'église de Bouillancy compte, selon Dominique Vermand, parmi les réalisations les plus réussies de l'architecture gothique dans la région. Dans le transept, les particularités sont le faible nombre de colonnettes à chapiteaux, du fait des doubleaux majoritairement à simple rouleau, et les voûtes sexpartites des croisillons, comme à Saint-Crépin-Ibouvillers. Cette disposition, courant dans le vaisseau central du chœur à la fin du XIIe et au début du XIIIe siècle, est fort rare pour les croisillons. Les quatre doubleaux qui délimitent la croisée du transept sont en tiers-point, et assez aigus. À l'ouest, l'arc triomphal est à double rouleau, côté nef seulement. Le rang de claveaux supérieur, du même profil monotorique que les formerets, ne dispose pas de supports dédiés, et se fond dans les angles des voûtains derrière les ogives. Le rang de claveaux inférieur affiche un large filet entre deux tores dégagés, et est donc d'une largeur réduite : un large méplat entre deux tores est plus habituel. Il retombe sur les tailloirs carrés de colonnettes à chapiteaux d'un diamètre assez réduit. Plus fines encore sont les colonnettes des ogives qui les accompagnent. Comme particularité, elles ne sont pas implantées à 45° face aux ogives, ce qui est une disposition minoritaire à l'époque. Vers la nef, les croisillons et l'abside, ces colonnettes sont partagées avec les formerets. Ce n'est pas le cas dans le carré du transept, puisqu'il n'y a pas de formerets au-dessus des doubleaux. On ne compte donc que cinq colonnettes autour des quatre piliers de la croisée du transept, soit deux fois moins qu'avec des doubleaux à double rouleau. Les tailloirs sont profilés d'une plate-bande, d'un cavet entre deux baguettes non dégagées, et d'une plate-bande placée en retrait. D'une manière stéréotypée, les chapiteaux sont tous sculptés des mêmes feuilles striées fortement stylisées, aux extrémités recourbées en crochets, disposées en un ou deux rangs. Les ogives sont au profil d'un tore en forme d'amande entre deux baguettes dégagées. La clé de voûte est seulement ornée d'un anneau, profilé d'un gros et d'un petit tore.
Les deux croisillons, de plan carré, communiquent uniquement avec la croisée du transept depuis la suppression des bas-côtés de la dernière travée de la nef. Du faut de leur voûtement sexpartite, les murs d'extrémité sont nettement différents des murs latéraux. Ils sont éclairés par une seule fenêtre, tandis que les murs latéraux comptent deux lancettes de chaque côté. Comme déjà observé dans la première travée de la nef, les soubassements occupent la moitié de la hauteur des élévations, lunettes des voûtes comprises. La limite des allèges est marquée par un tore aminci en forme d'amande, ce qui traduit une architecture plus soignée, et n'apparaît guère avant le XIIIe siècle. Les fenêtres ressemblent à la baie occidentale de la nef : ce sont des lancettes en arc brisé, légèrement ébrasées, et s'ouvrant au-dessus d'un long glacis pentu. Seulement la baie septentrionale est différente : une courte lancette en arc brisé y est surmontée d'un oculus. Les deux éléments s'inscrivent dans un ébrasement commun, qui accuse un tracé en plein cintre en raison d'un oculus, et est entouré d'un mince tore à une certaine distance. La décoration de la baie méridionale est analogue, mais l'ébrasement et le tore y adoptent un tracé en arc brisé. Concernant les baies latérales, qui existent donc même au-dessus des arcades bouchées vers les bas-côtés, elles sont dépourvues de tout ornement, et désaxées par rapport aux lunettes de la voûte du côté est. Elles sont séparées par la retombée des branches d'ogives supplémentaires de la voûte, et des grêles formerets. Ici, les ogives sont monotoriques. Le tore affecte le même profil que dans la croisée du transept et à la limite des allèges. Contrairement à la logique retenue dans le carré du transept et ses quatre extrémités, l'on ne trouve pas des colonnettes uniques, mais des faisceaux de trois fines colonnettes de deux diamètres différents. Elles n'atteignent pas le sol, mais sont reçues sur des culs-de-lampe au niveau du tore horizontal à la limite des allèges. Le fût des ogives porte néanmoins un chapiteau un peu au-dessus du cul-de-lampe, au même niveau que les autres chapiteaux ; il est, à titre d'exception, implanté à 45°, ce qui serait plus logique dans les angles. Les culs-de-lampe sont dépourvus de tailloirs, et à trois corbeilles. Du côté ouest, celles-ci ne sont pas sculptées, mais le tore passe autour. Du côté est, elles sont sculptées chacune d'une tête humaine, une regardant droit devant lui, les autres à 45° vers la gauche et vers la droite. Une disposition semblable se rencontre au-dessus du premier pilier des grandes arcades du sud de Ver-sur-Launette, à la même époque.

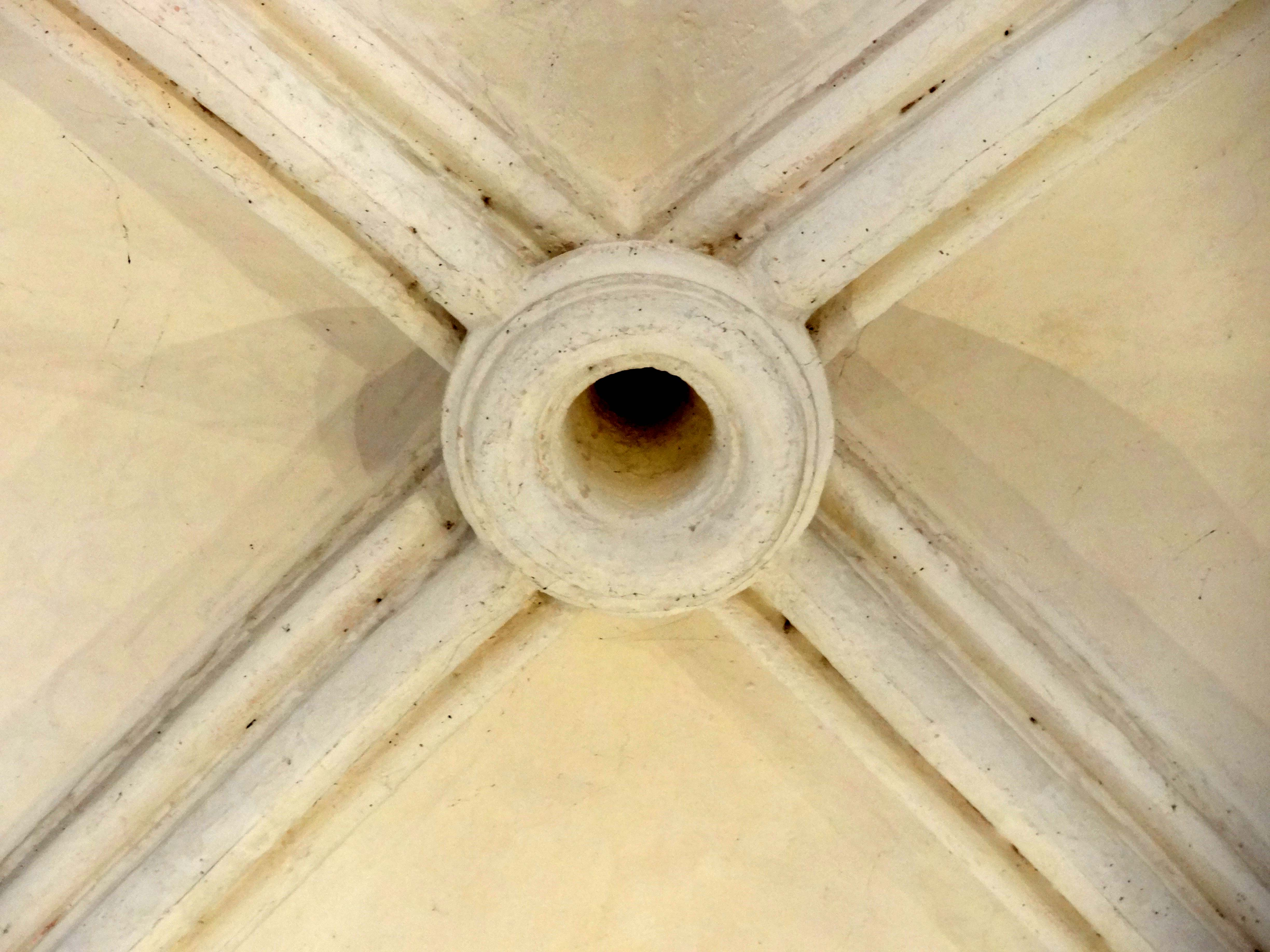
Croisée, clé de voûte.
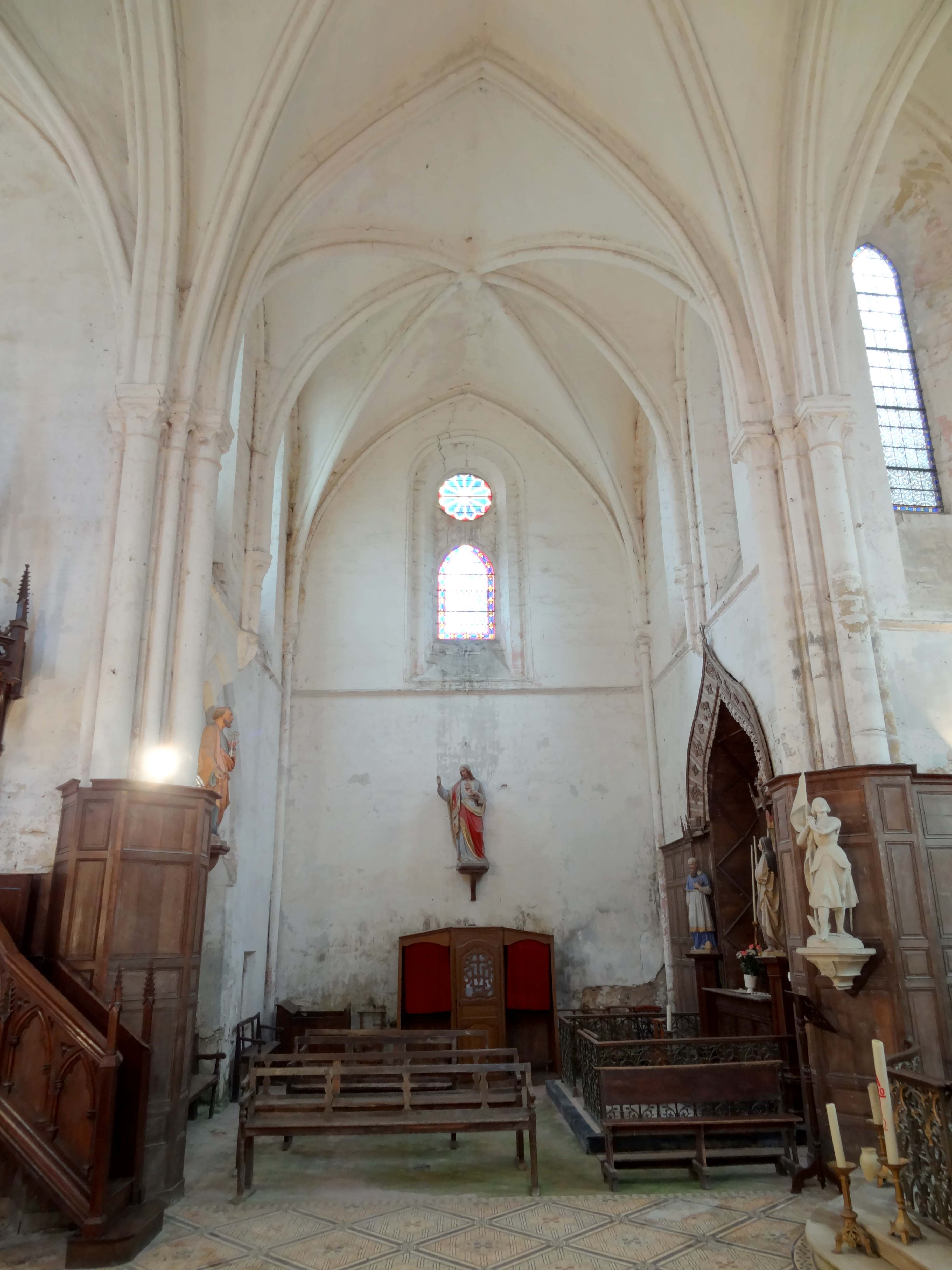
Croisée, vue vers le nord.
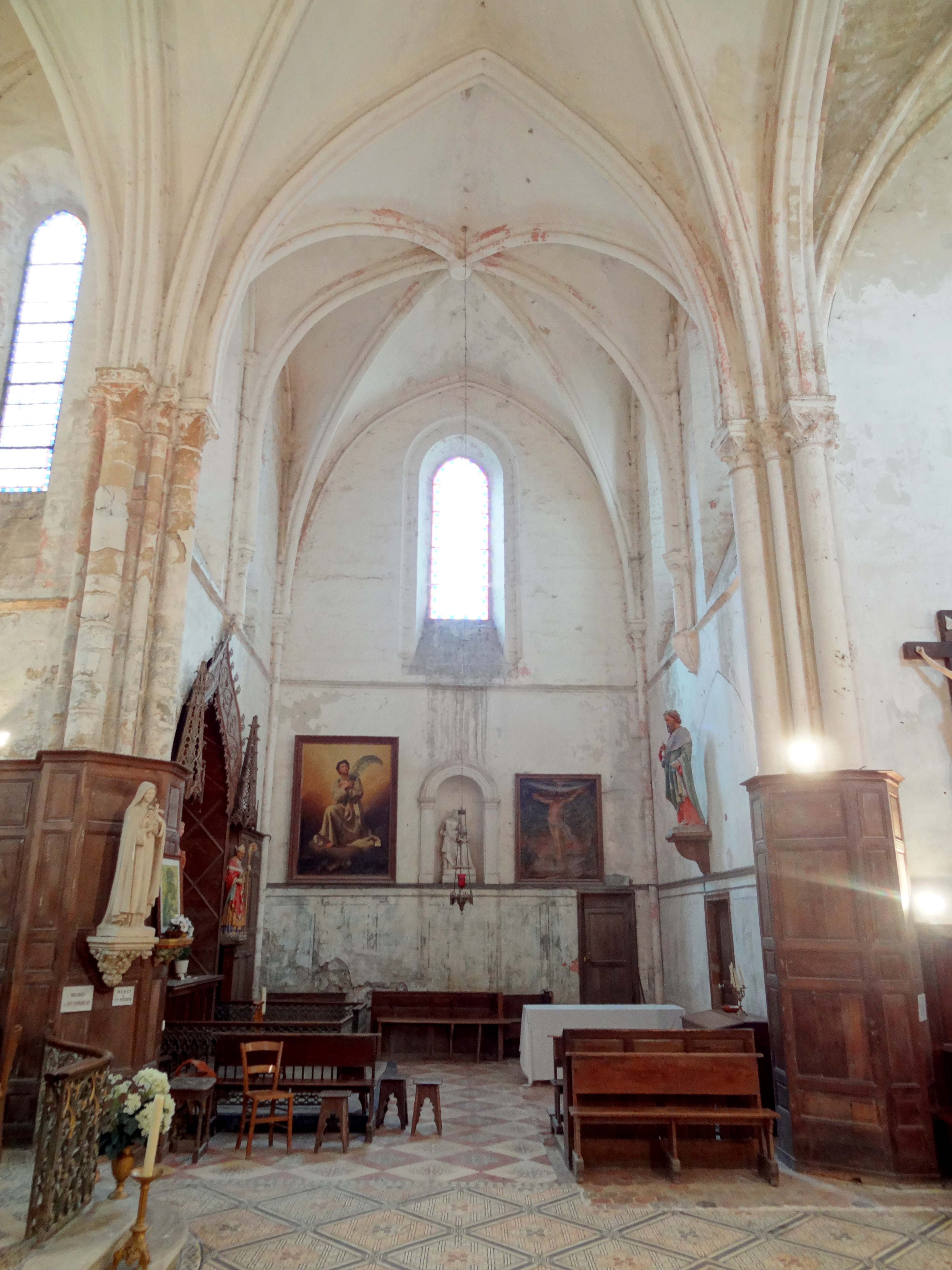
Croisée, vue vers le sud.
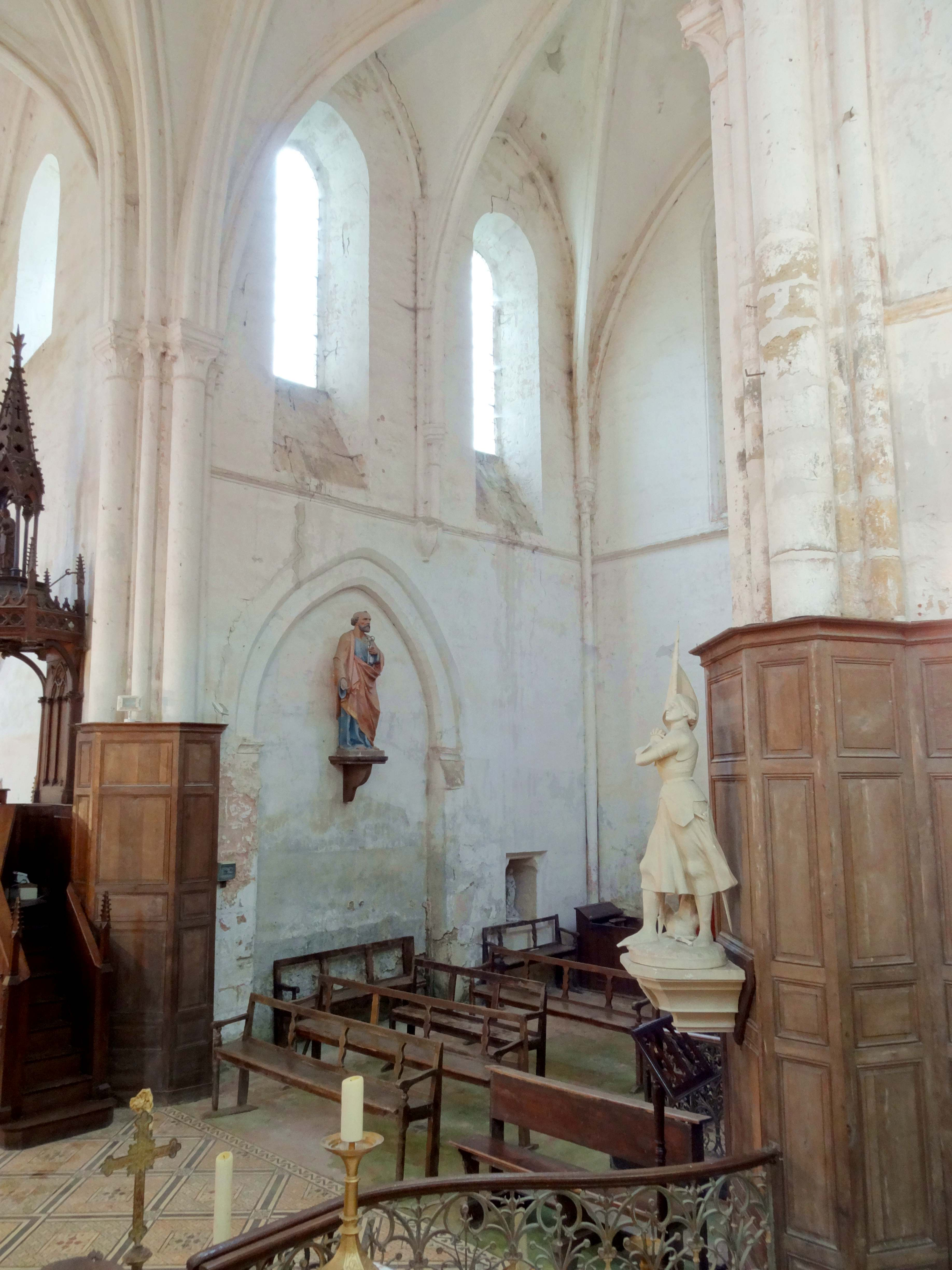
Croisée, vue vers le nord-ouest.
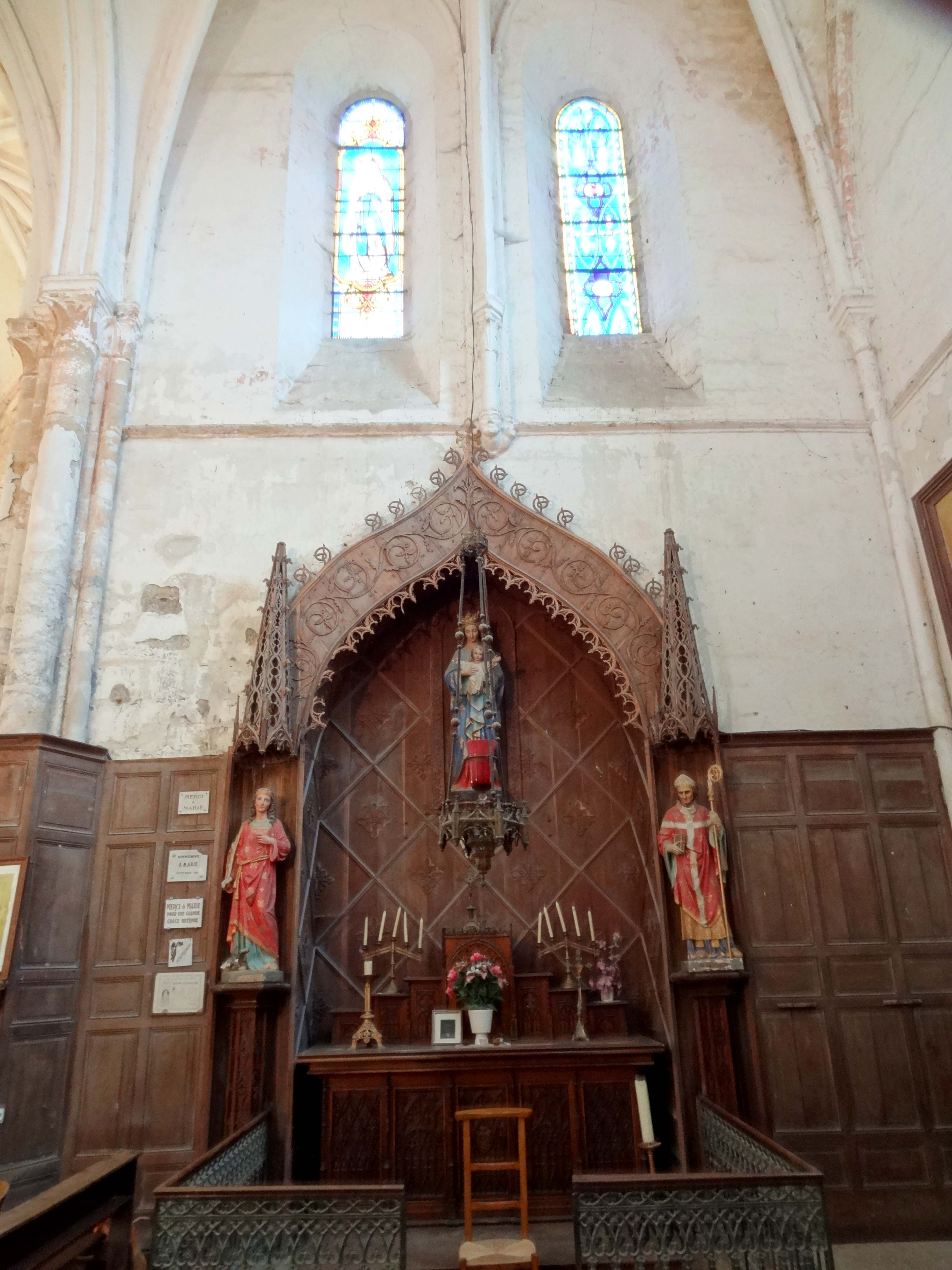
Croisillon sud, côté est.
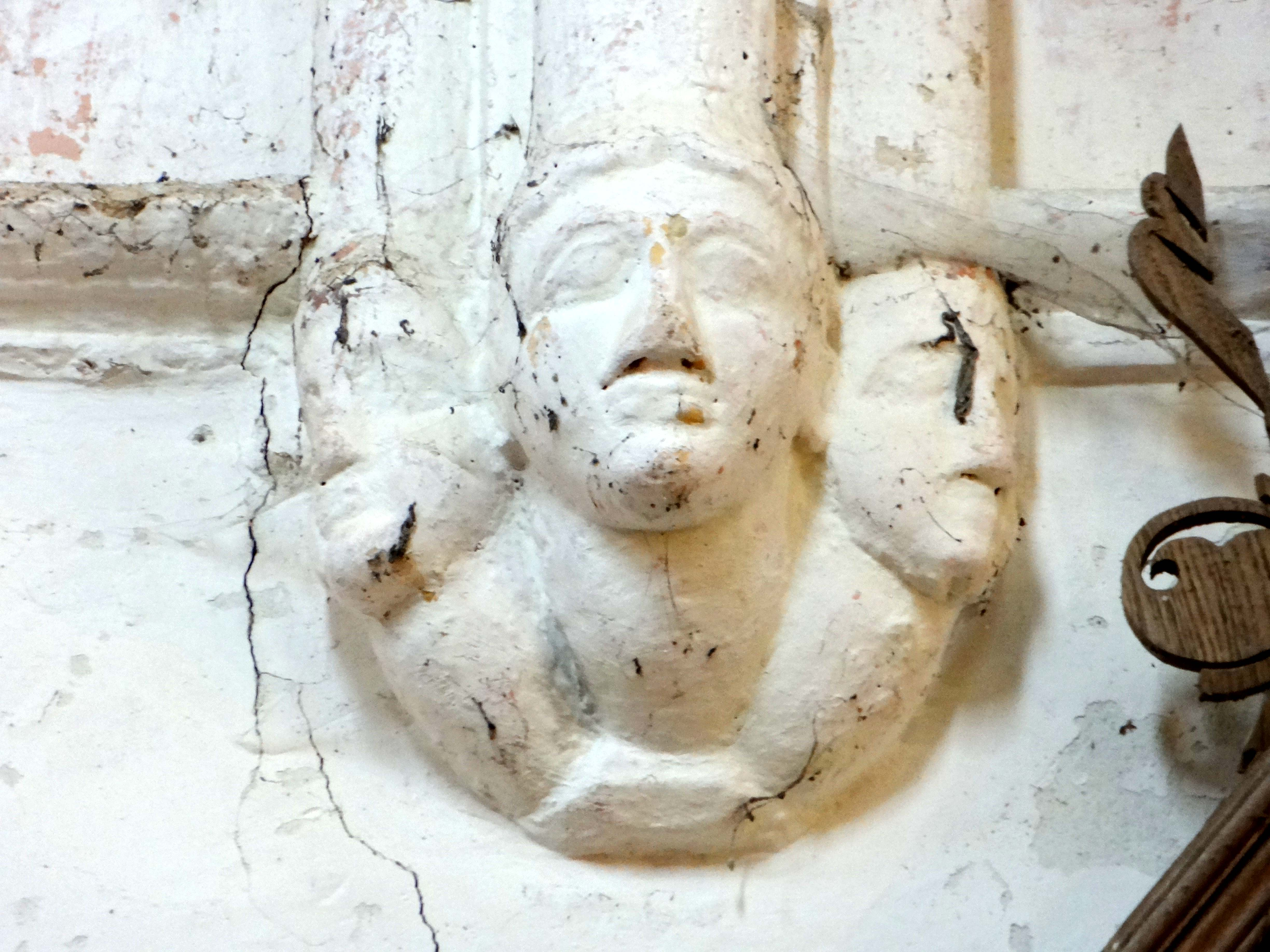
Croisillon nord, cul-de-lampe côté est.

#### Chœur

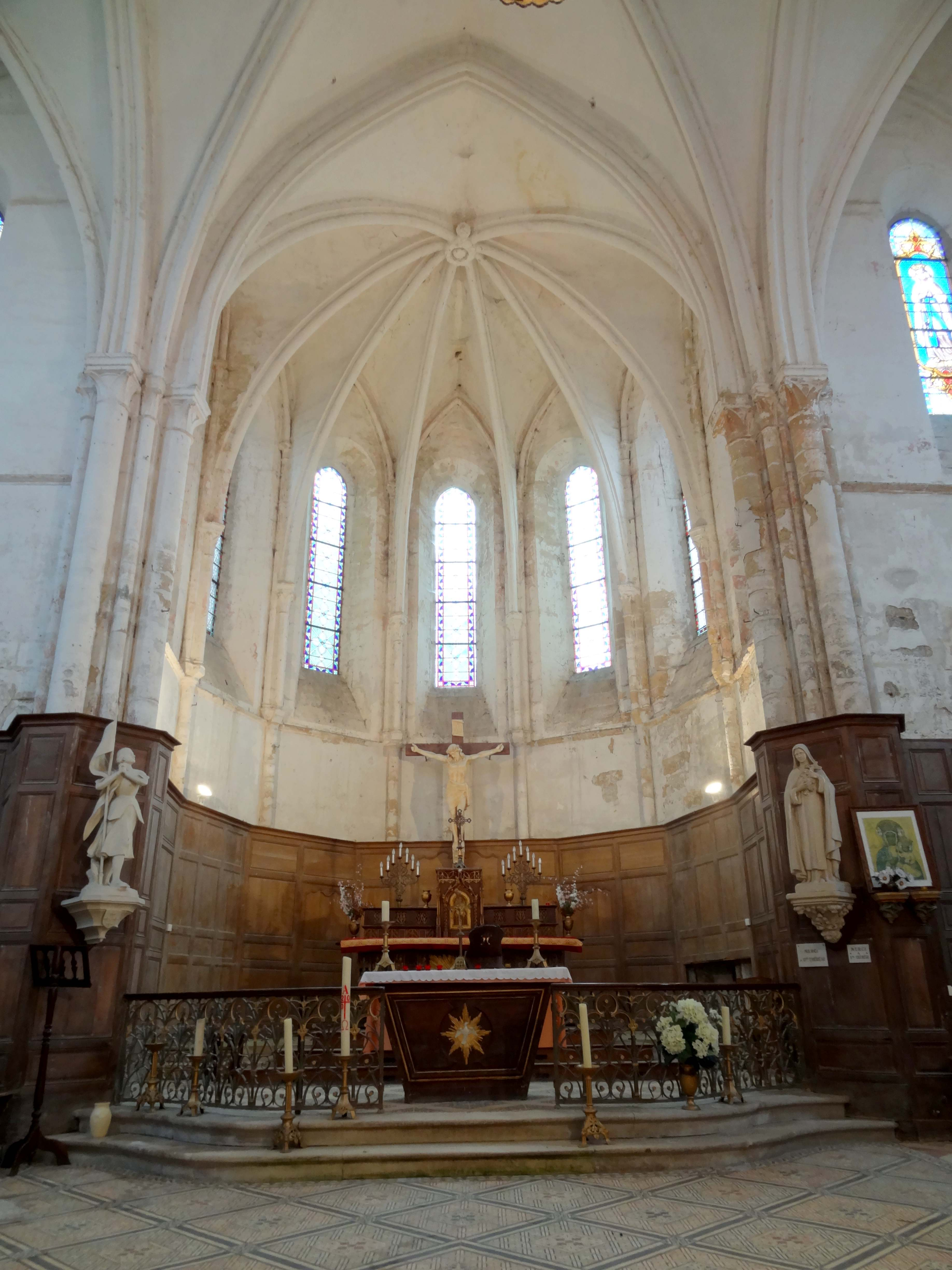
Vue depuis la croisée.

Le chœur ou sanctuaire se limite à l'abside, qui a sept pans de 240 cm chacun. Elle est recouverte d'une seule voûte à huit branches d'ogives rayonnant autour d'une clé centrale, comme à Gouzangrez, Vaux-sur-Seine, Vétheuil et Us. La clé de voûte est ici une petite rosace entourée d'une couronne de feuillages, et flanquée d'une tête sculptée en haut-relief du côté ouest. L'architecture est pour le reste calquée sur les croisillons du transept. L'importante hauteur des allèges, perçue comme une expression de l'économie des moyens dans la nef, a ici l'avantage de laisser assez de place à un grand retable, mais l'église de Bouillancy n'en possède que dans les croisillons du transept. L'étroitesse des lancettes, qui fait apparaître les fenêtres bien petites dans la nef, est ici relativisée par leur rapprochement. Ainsi, les colonnettes des ogives jouxtent presque immédiatement les ébrasements des lancettes simples en arc légèrement brisé. Mais du fait de l'important ébrasement, la surface vitrée n'est finalement pas prépondérante : l'on se situe encore au milieu de la première période gothique. D'intéressants effets graphiques sont obtenus par l'opposition des lignes verticales des colonnettes et des lancettes, et de la ligne horizontale du tore qui souligne la limite des allèges, ainsi que par les étroits voûtains descendant très bas entre deux lancettes, faisant office d'abat-jours. En réalité, les ogives retombent au même niveau que dans le transept, mais comme à l'accoutumée dans les absides à pans coupés, les formerets comportent des sections verticales au-dessus des tailloirs des chapiteaux, et leurs chapiteaux sont ici positionnés à un niveau beaucoup plus élevé. Selon un parti fréquemment adopté au-dessus des piliers des grandes arcades de la nef, leurs grêles colonnettes ne descendent pas jusqu'au sol, mais butent sur des consoles au niveau du tore horizontal. Contrairement aux croisillons du transept côté est, l'architecte a ici joué le jeu de la discrétion, et renoncé à des culs-de-lampe aux corbeilles sculptées. En revanche, il a muni chacun des fûts d'une base, composée d'un petit tore, d'une scotie et d'un gros tore aplati. Ainsi, on peut voir à quoi devaient ressembler les bases « finales » des colonnettes, dont aucune ne semble conservée. En effet, les colonnettes des ogives et doubleaux sont arasées derrière les boiseries, qui atteignent les deux tiers de la hauteur des soubassements. Derrière les boiseries, une piscine liturgique a été mise au jour du côté sud-est. Elle se situe pratiquement à ras le sol, ce qui donne à penser que le sol a été exhaussé.

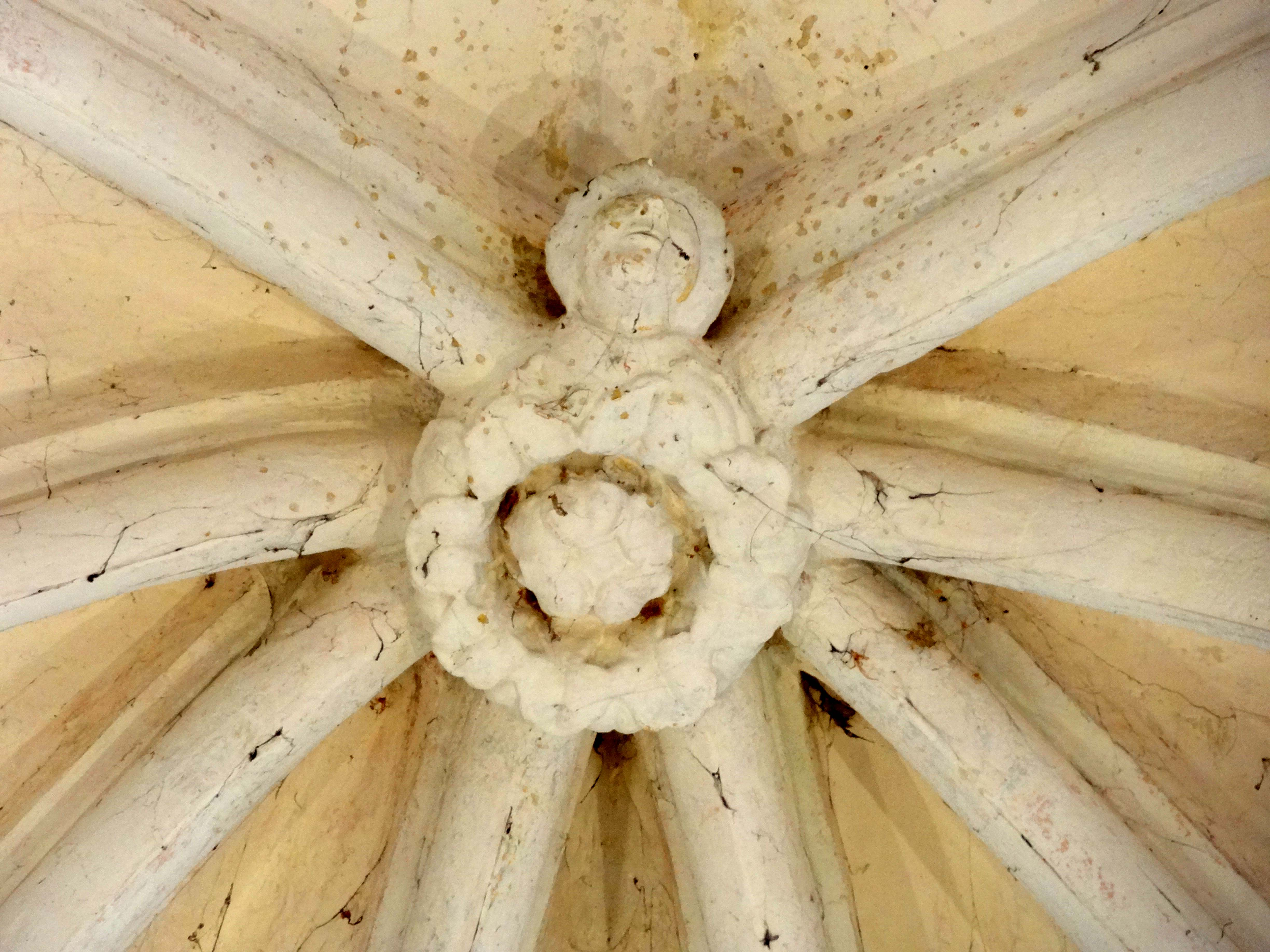
Clé de voûte.
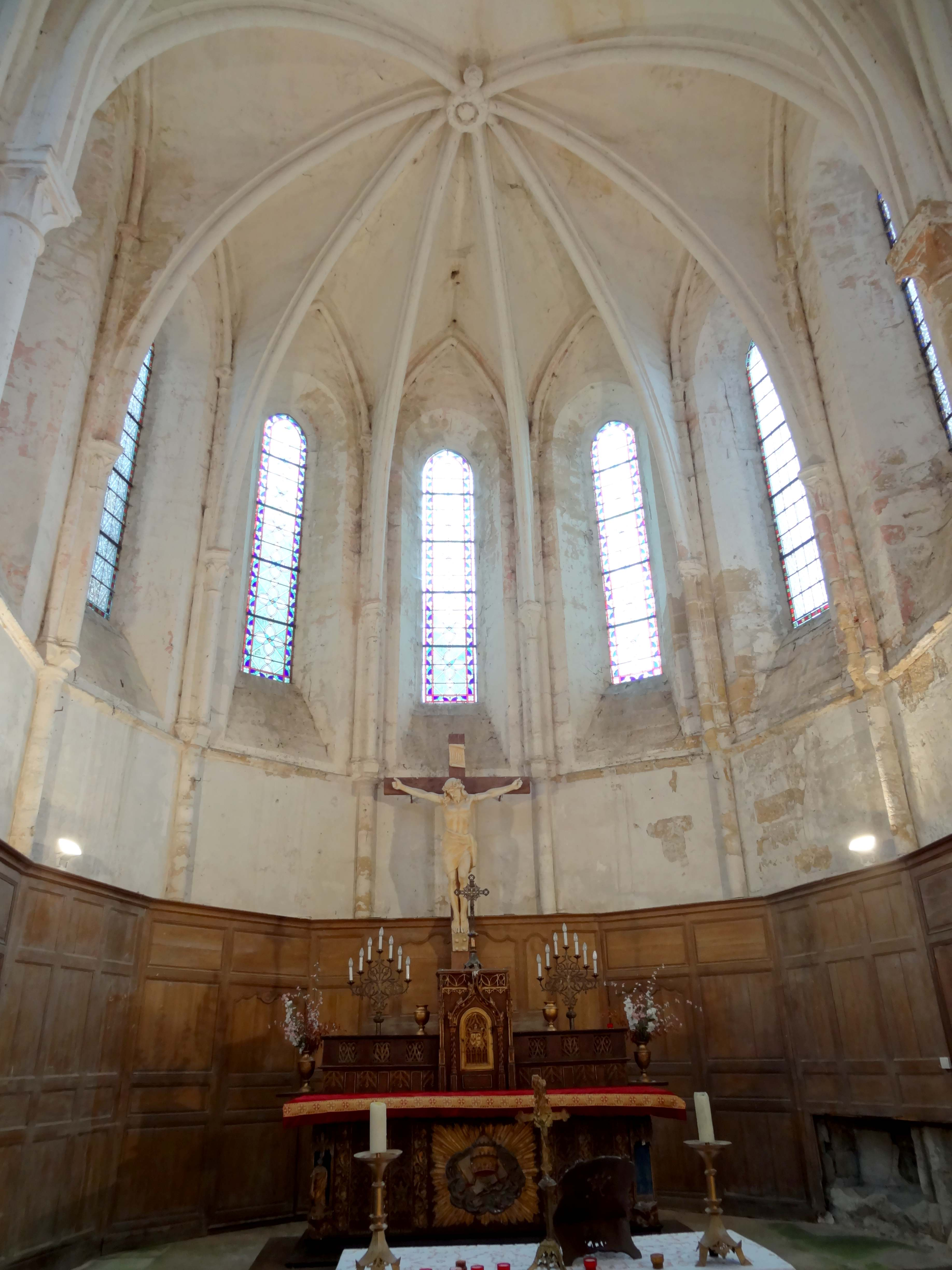
Vue vers l'est.
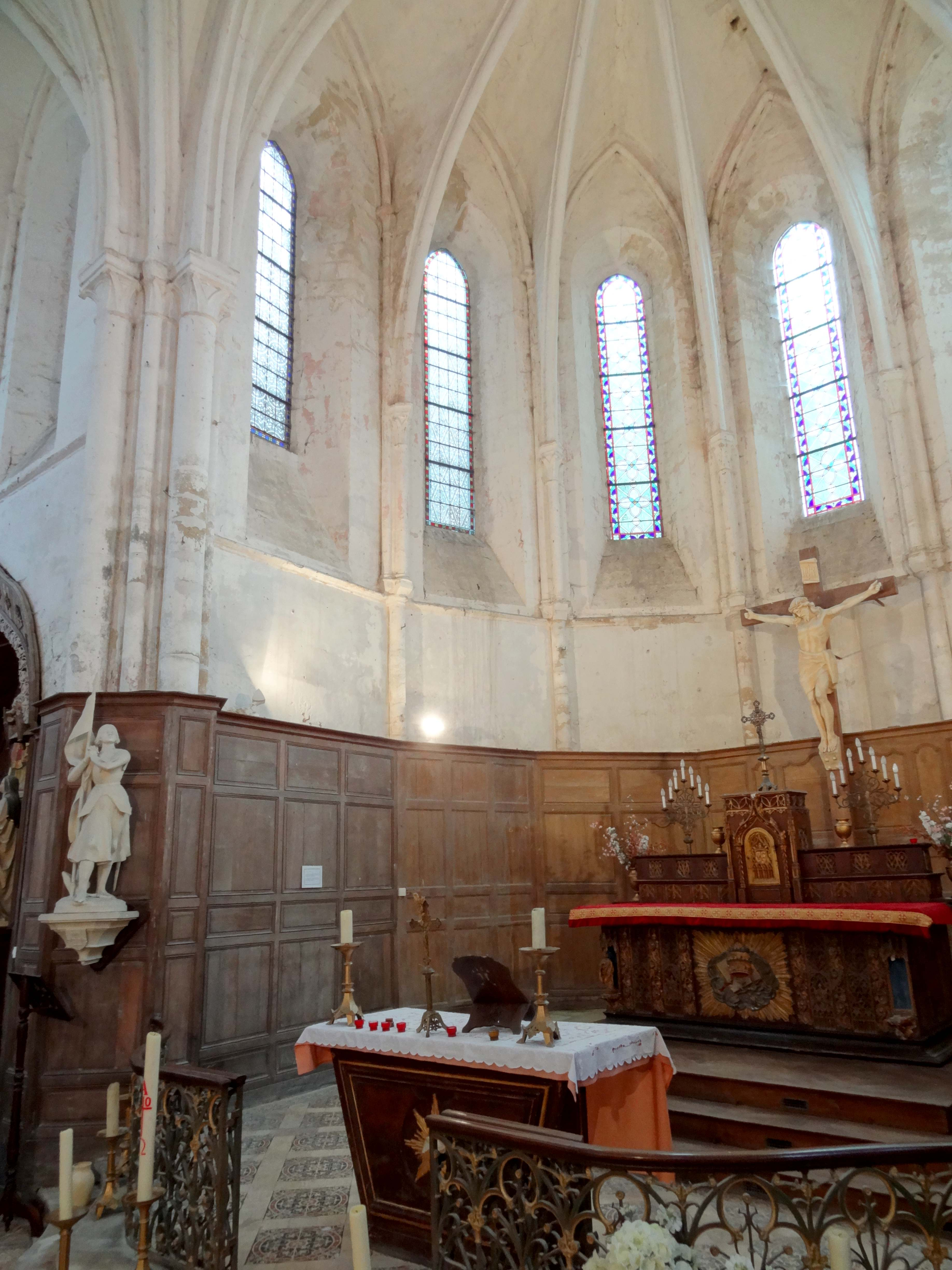
Vue vers le nord-est.
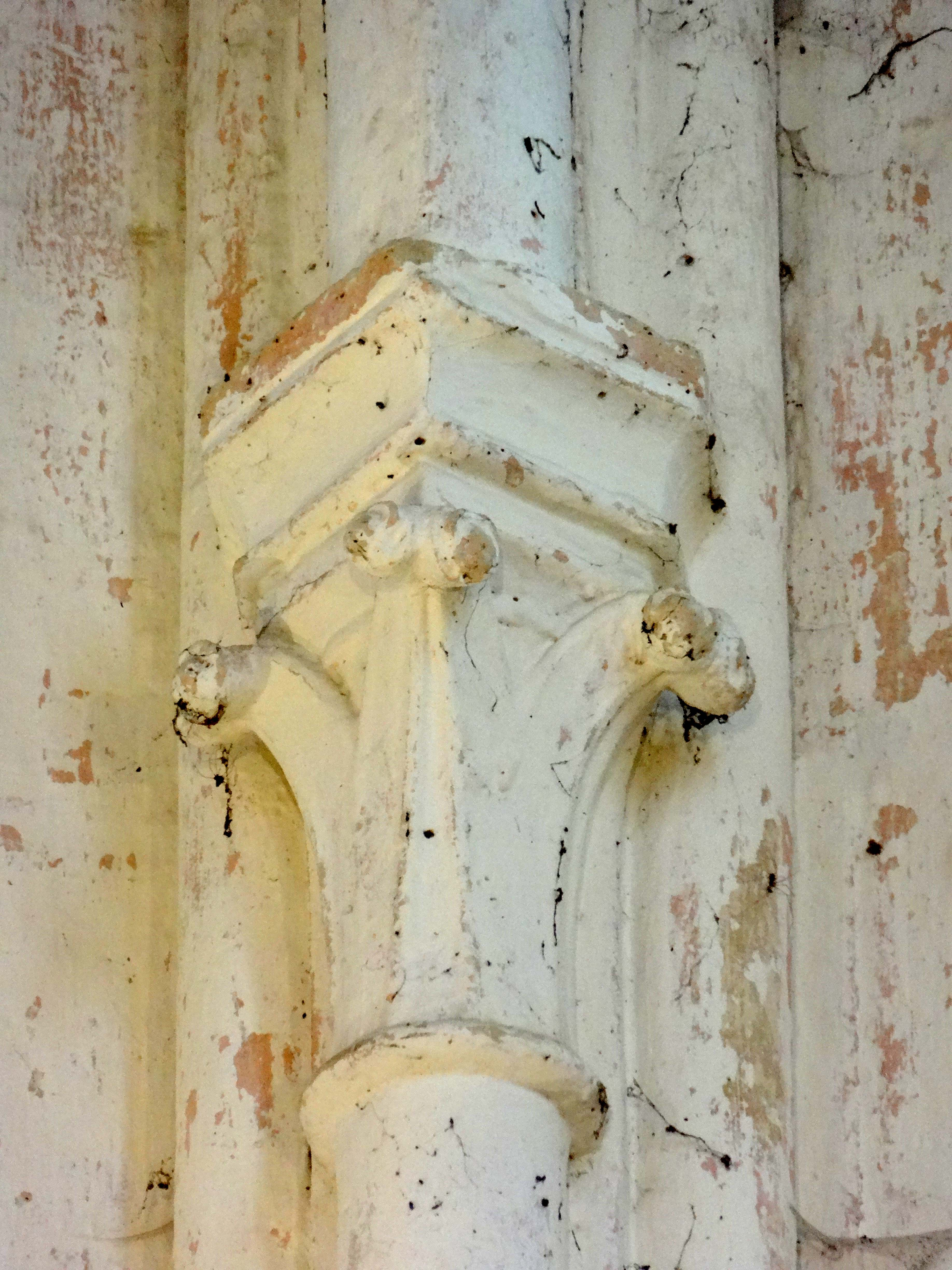
Chapiteau dans un angle.
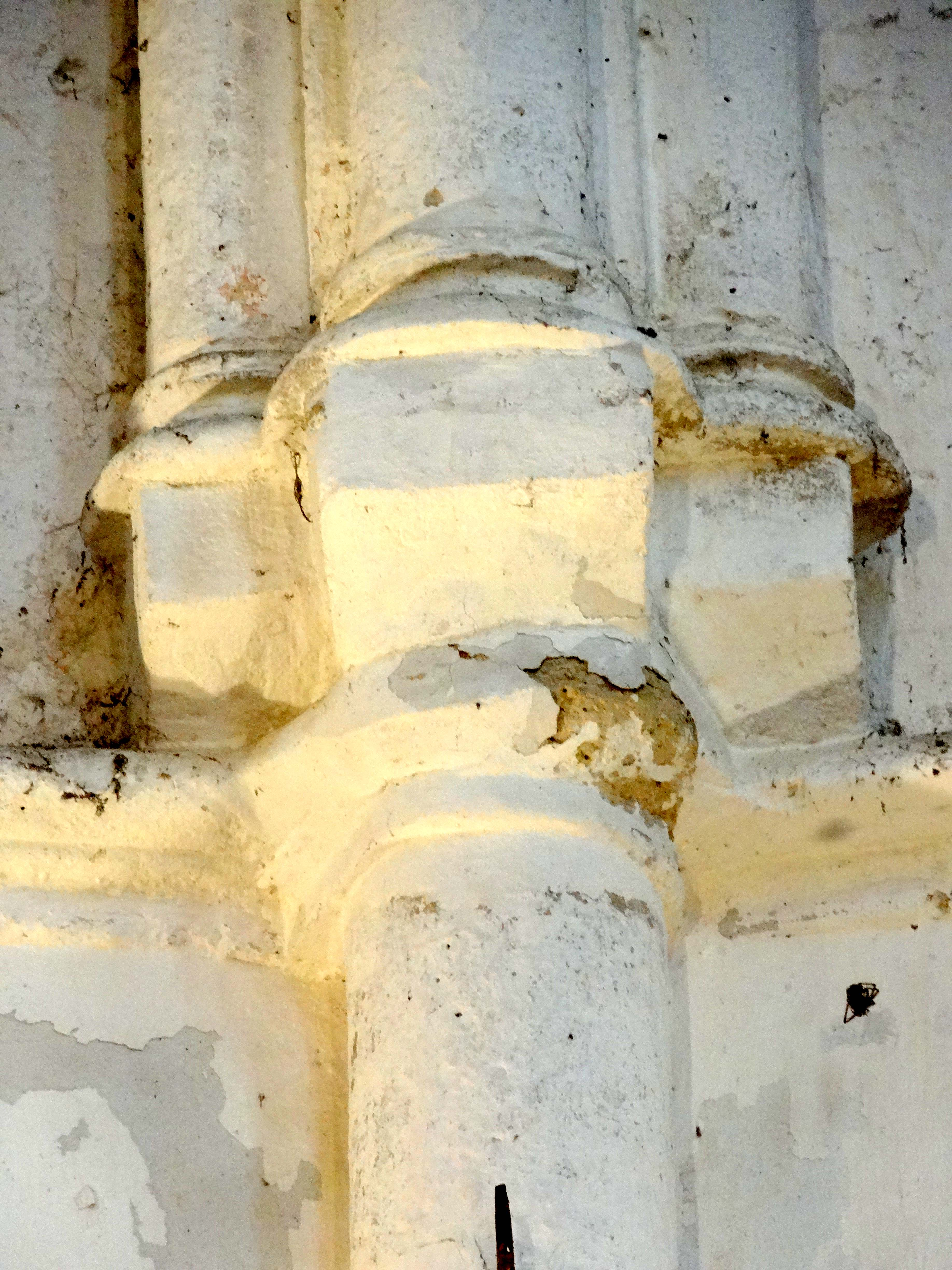
Bases intermédiaires.
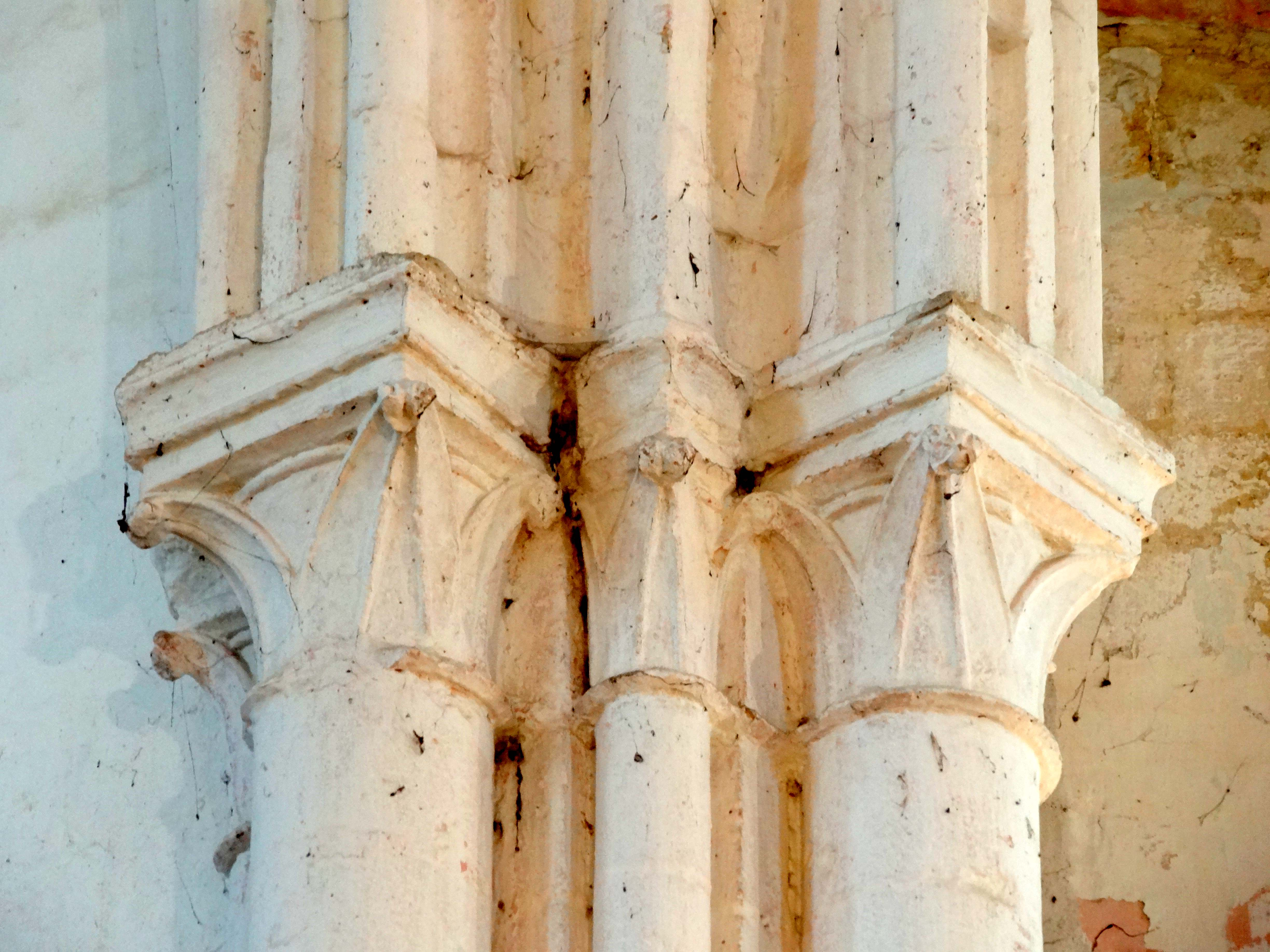
Chapiteaux à l'entrée.

### Extérieur
« L'église de Bouillancy doit une partie de son attrait au cadre champêtre que lui constitue la vallée de la Gergogne » (Dominique Vermand). Ce n'est pas la seule église bâtie loin du village dans la région. D'autres exemples sont Laigneville, Montagny-Sainte-Félicité, Nucourt, Saint-Sulpice, Therdonne, et Brenouille avant l'étalement récent du tissu urbain. Avec ses murs hauts de 14 m sans aucun élément de scansion horizontale en dehors du clocher, et ses ouvertures relativement petites et peu nombreuses, l'église offre une silhouette fière et austère. Deux fois plus élevé que les murs gouttereaux, le clocher domine nettement le monument, ce qui est loin d'être toujours le cas, notamment s'il est antérieur au reste. Il ne vole pour autant pas la vedette à la nef et au transept, car il ne se signale pas par son architecture, et tient son effet plutôt de son imposante massivité et de la tourelle d'escalier cylindrique qui cantonne l'angle nord-ouest. L'aspect de l'église pâtit beaucoup de la médiocrité des matériaux, propre au Multien.

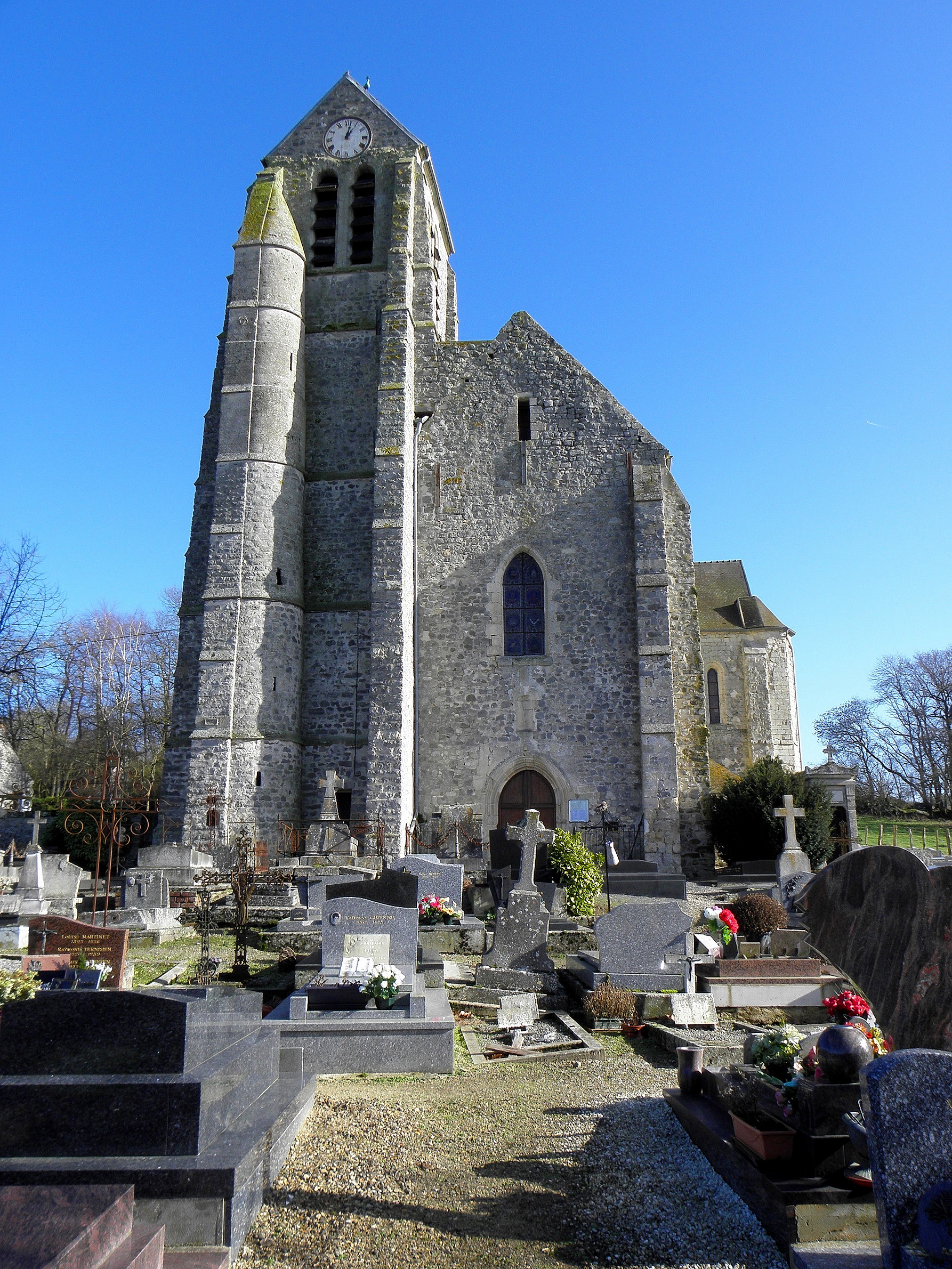
Façade occidentale.

Le monument est presque entièrement appareillé en moellons de grès, y compris pour la plupart des contreforts et les pourtours des baies. Seulement les deux niveaux supérieurs de la tourelle du clocher, et les parties hautes du croisillon sud et de l'abside sont bâtis en pierre de taille. Il n'y a pas de corniche ailleurs que sur l'abside, et pas le moindre décor sculpté. La corniche de l'abside est constituée d'une tablette reposant sur une série de corbeaux profilés d'un filet et d'un cavet, comme à Mareuil-sur-Ourcq. Les étroites baies en plein cintre de l'étage de beffroi du clocher, du milieu du XVIe siècle, sont entourées d'une moulure concave, qui a toutefois disparu à certains endroits sous l'influence des intempéries. Les lancettes du transept et de l'abside sont entourées d'un double ressaut chanfreiné. Seule l'archivolte du portail occidental, entièrement refaite lors d'une restauration, est agrémentée de moulures plus élaborées. Elles se poursuivent sur les piédroits, très dégradés, mais authentiques. Les deux voussures continues indiquent la période flamboyante. Tout le reste est d'une facture tellement rustique qu'on identifie seulement la période gothique, sans davantage de précision. L'on note notamment les nombreux larmiers qui scandent la tourelle d'escalier, les contreforts très saillants du clocher, et les contreforts de la nef, tandis que ceux du transept et de l'abside ne présente qu'un seul larmier, positionné à la limite des allèges. Tous les contreforts s'amortissent par un glacis, qui est particulièrement long et pentu sur l'abside. Il semble que sur le croisillon sud, le larmier passait jadis tout autour, tandis que le maître d'œuvre s'est contenté d'un simple fruit sur l'abside, et de deux fruits successifs sur le croisillon nord.

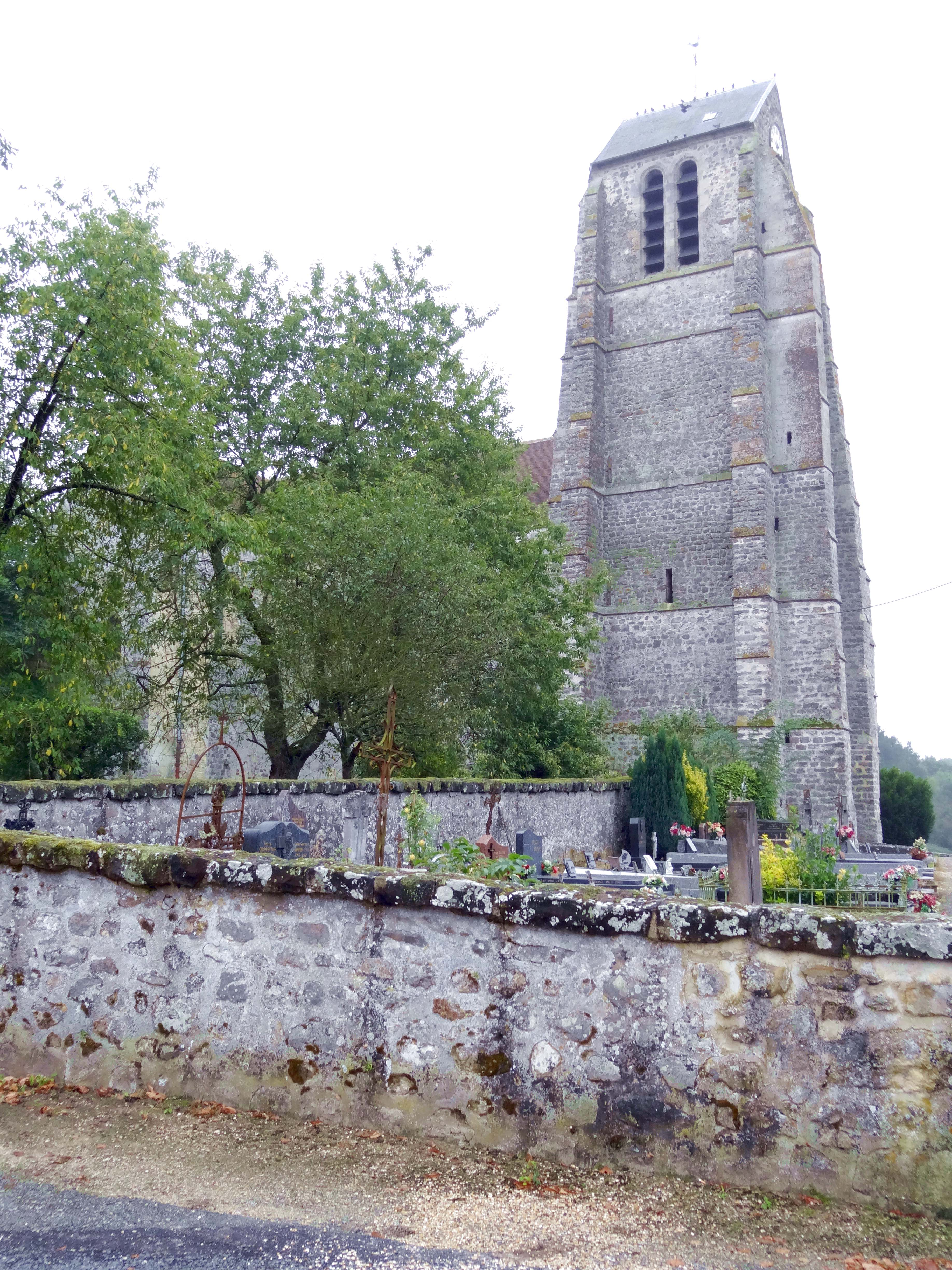
Vue depuis le nord.
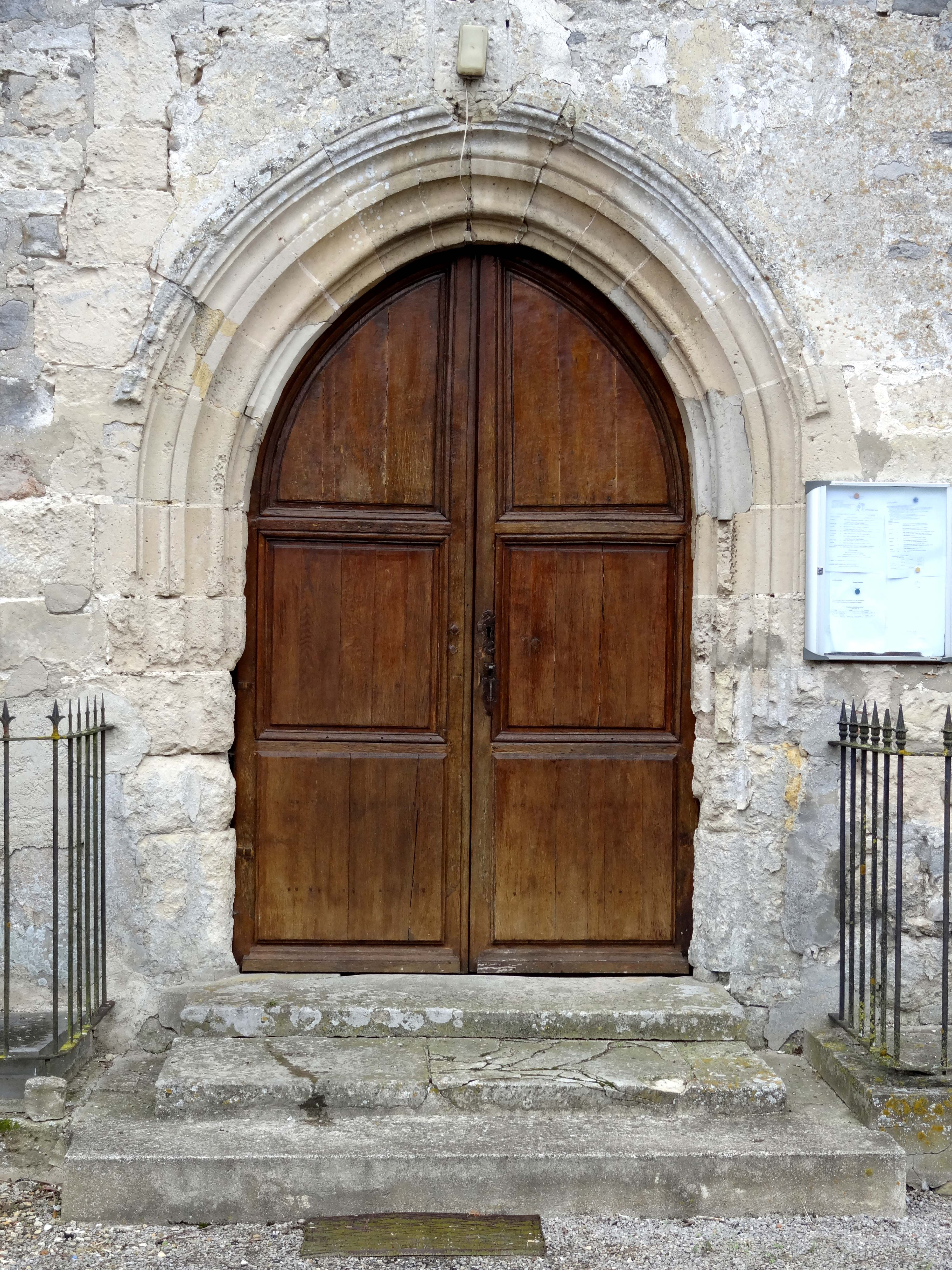
Portail occidental.
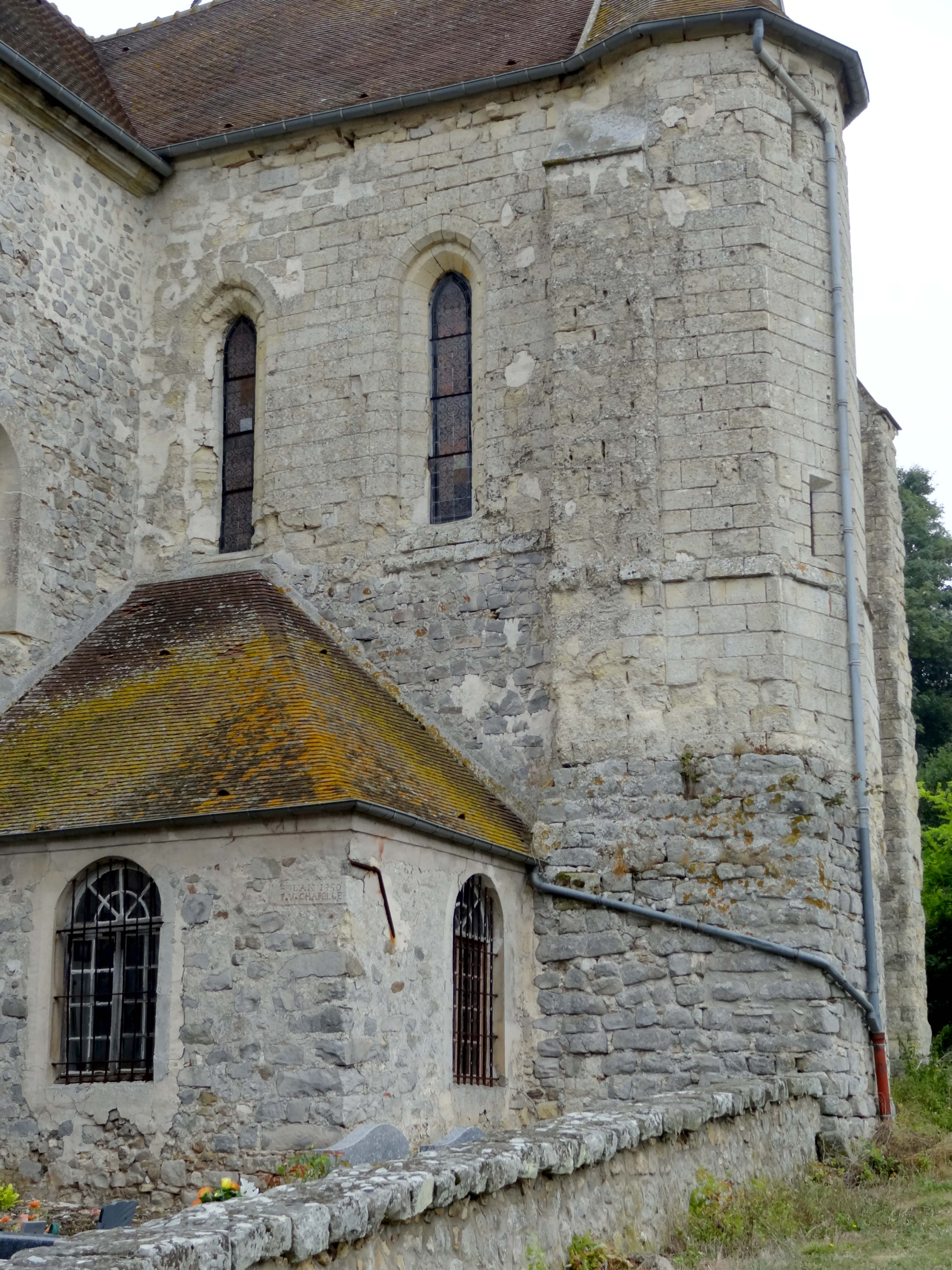
Croisillon sud.
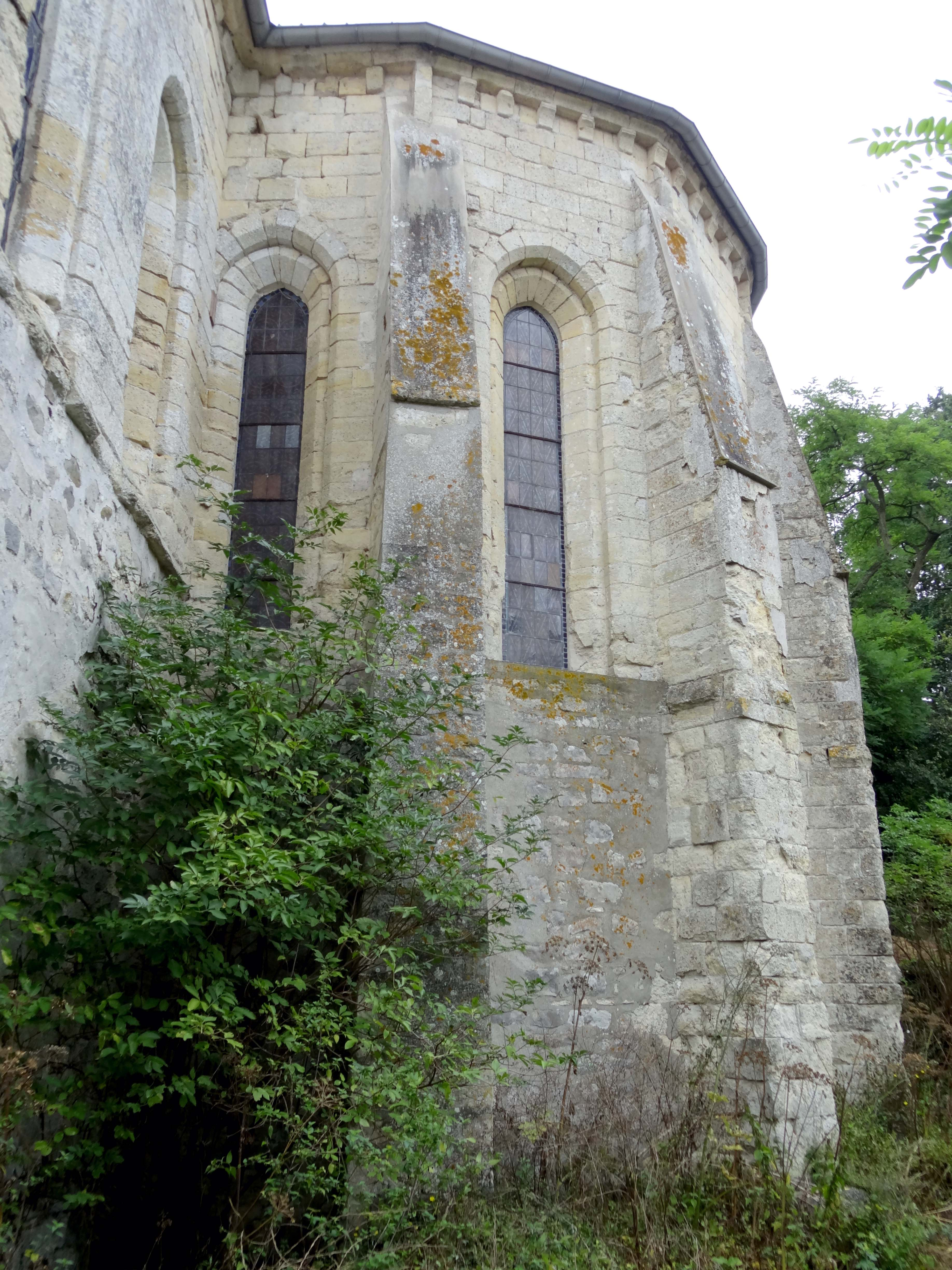
Abside, côté sud.
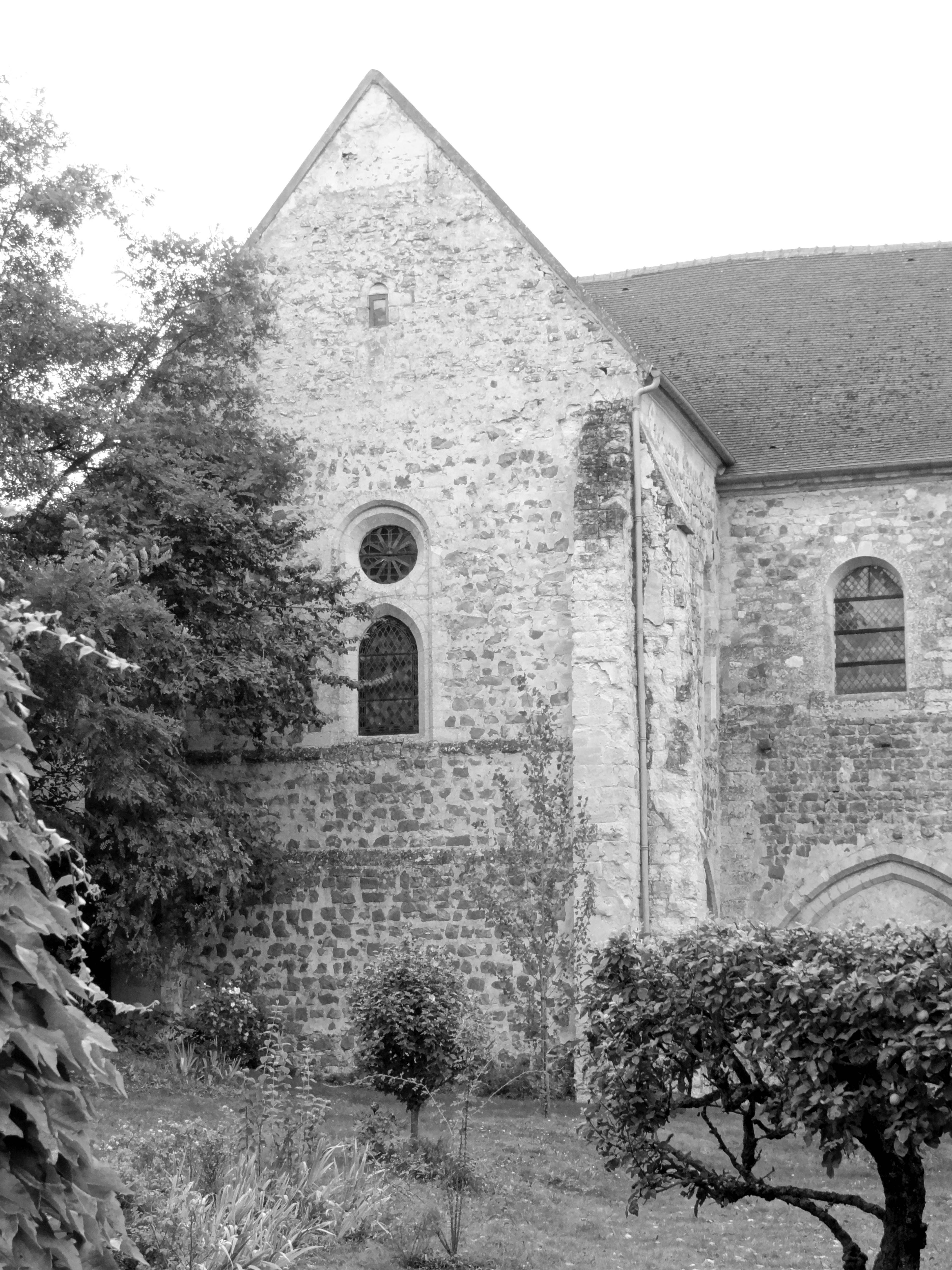
Croisillon nord.

## Mobilier

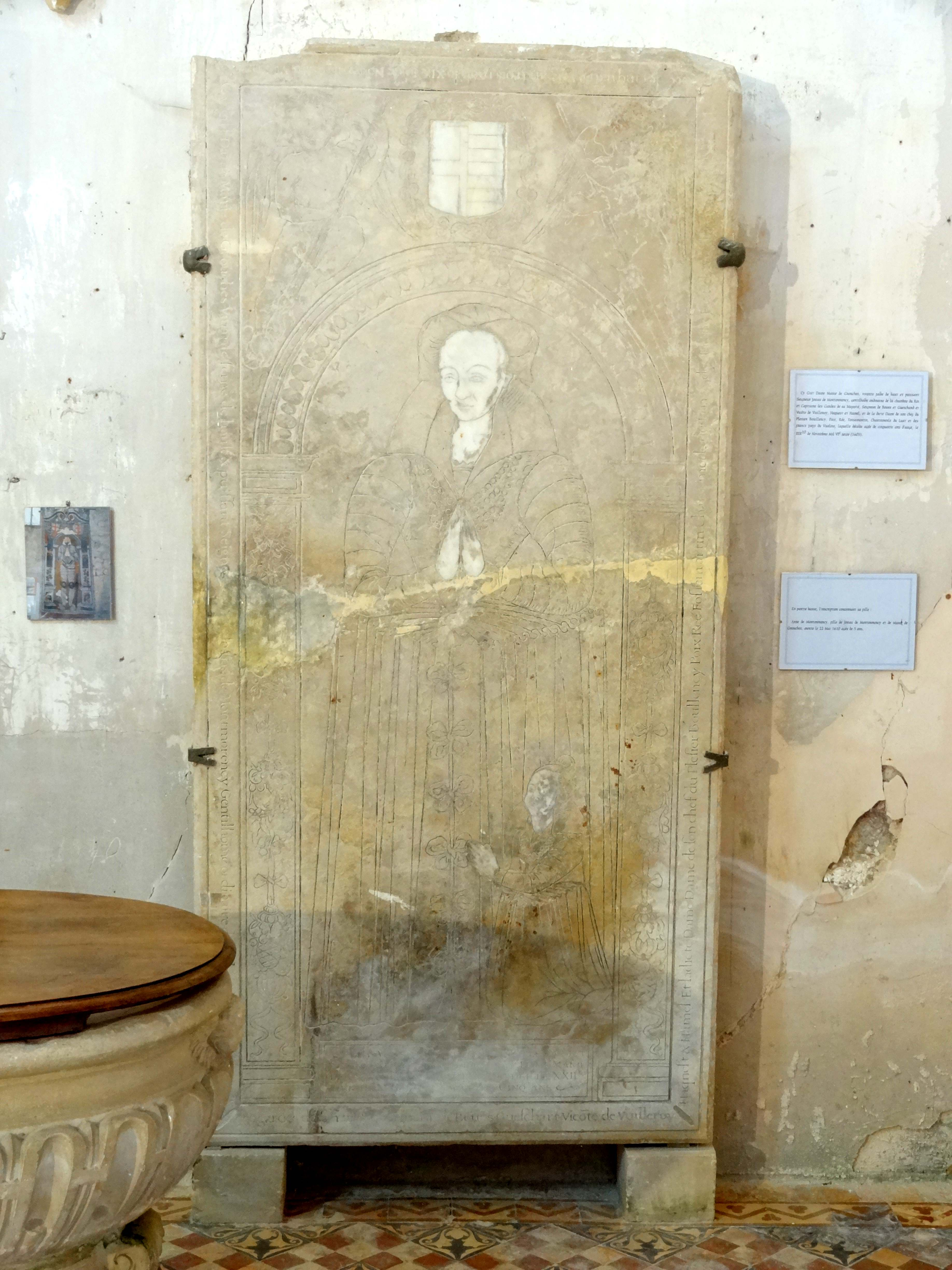
Dalle funéraire de Marie de Grouches et de sa fille.

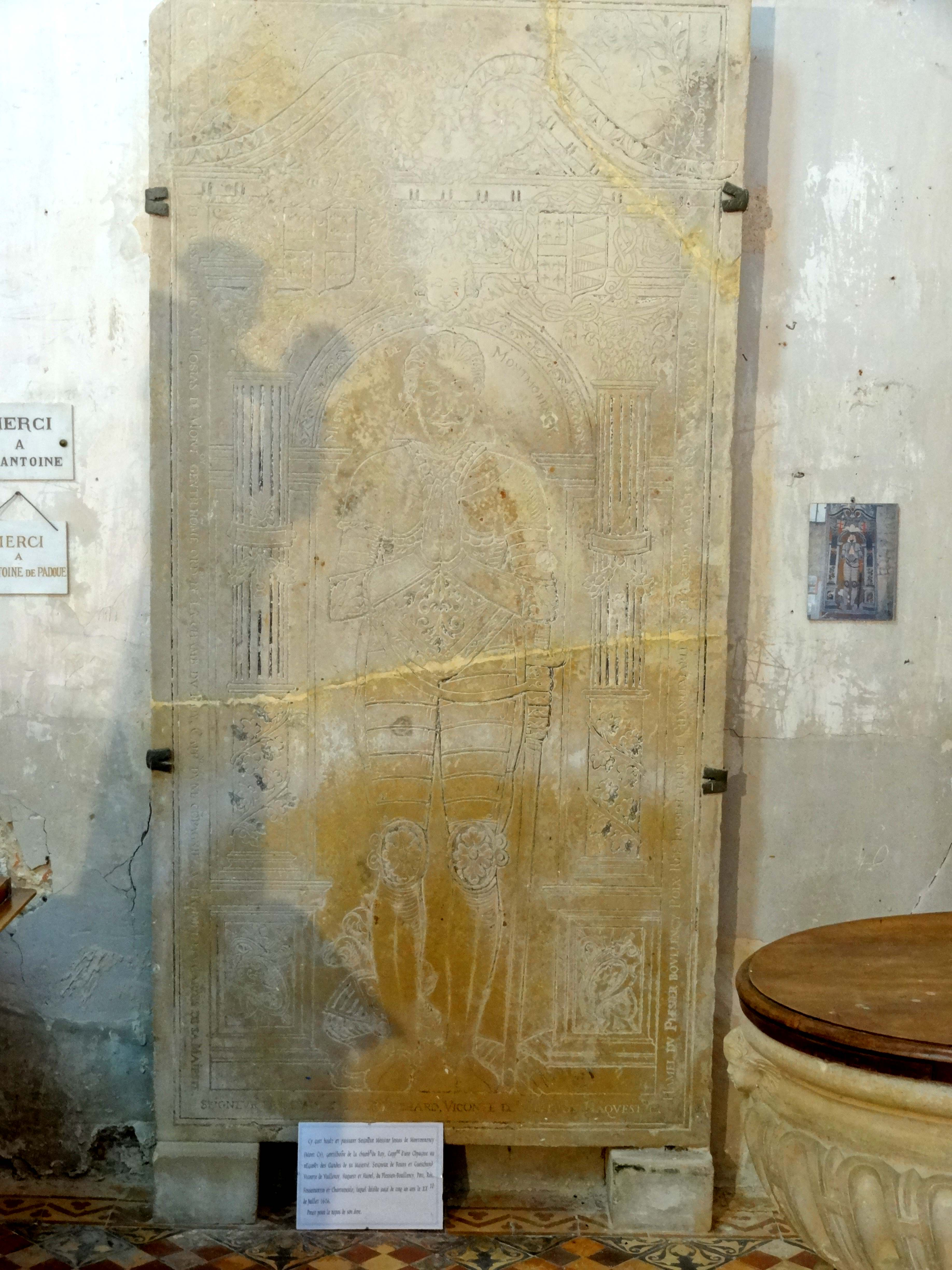
Dalle funéraire de Josias de Montmorency.

Parmi le mobilier de l'église, aucun élément n'est classé ou inscrit monument historique au titre objet. « Dans la tourmente révolutionnaire de 1789, l'église de Bouillancy eut beaucoup à souffrir. Intérieurement, elle fut dépouillée totalement. Il n'y resta aucun ornement, aucun mobilier, aucune boiserie. Tout fut pris, arraché et vendu à l'encan » (Abbé Le Sayec). Restent toutefois trois dalles funéraires à effigies gravées du début du XVIIe siècle. En 1948, les deux les mieux conservées ont été redressées contre le mur sud de la nef, dans la première travée.
- La dalle funéraire à effigies gravées de Marie de Grouches, morte le 19 novembre 1605, et d'Anne de Montmorency, sa fille, morte le 22 mai 1610 à l'âge de 10 ans, a des incrustations de marbre blanc pour les visages et les mains des deux défuntes. La mère est représentée en pied et de face, vêtue d'un corsage aux manches bouffantes et d'une jupe plissée très resserrée à la taille. Sa fille est représentée aux trois quarts de profil, agenouillée devant sa mère. Les deux ont les mains rejointes pour la prière. Le décor se compose de deux pilastres gravés de chutes de fleurs, d'une arcade en plein cintre gravée d'oves, et de deux angelots aux ailés déployées sur les écoinçons. L'épitaphe suivante est gravée sur le pourtour : « Cy gist dame Marie de Grouches, vivante fem[m]e de hault et puissant seigneur Josias de Montmorency, gentilhom[m]e ordinaire de la chambre du Roi et capitaine des gardes de sa majesté, seigneur de Bours et Gueschard, et vic[m]te de Vuilleroy, Haquest et Hamel, et de la dicte Dame de son chef du Plesier Bouillency, Poix, Rée, Fossemartin et Chantemerle du Luat et des francs fiefs du Vualois, laquelle décéda âgée de cinquante ans d'aage, le XIXe de novembre mil VIC seize ». En partie basse, un complément d'inscription concerne sa fille : « Anne de Montmorency, fille de Josias de Montmorency et de Marie de Grouches, morte le 22 mai 1610 agée de 5 ans »[17].
- La dalle funéraire de Josias de Montmorency, mort le 20 juillet 1616, montre le seigneur en pied et de face, en armure, le heaume posé derrière son pied droit, les mains rejointes pour la prière, sous une arcade en plein cintre cantonnée de deux colonnes corinthiennes cannelées, qui supportent un entablement sommé d'un fronton formée par deux volutes affrontées. Le décor gravé est particulièrement élaboré. Le nom du défunt est inscrit sous l'arcade, et mentionné une deuxième fois dans l'épitaphe portée sur le pourtour. Il se lit comme suit : « Cy gist hault et puissant seigneur Messire Josias de Montcy, gentilhom[m]e au régime[n]t ordre de la chambr du Roy, Cappne d'une co[m]pagnie au régime[n]t des gardes de sa Majesté, seigneur de Bours et Gueschard, vicomte de Vuilleroy, Haquest et Hamel, du Plessier-Bouillency, Poix, Rée, Fossemartin et Chantemerle, lequel décéda aagé de cinqte un ans le XXe de juillet 1616. Priez pour le repos de son âme »[17].

L'église possède en outre deux vitraux attribués à l'abbé Théodore-Cyrille Deligny (1808-1877), curé de Jonquières de 1834 à 1861, puis de Remy jusqu'en 1883. S'étant improvisé vitrailliste autodidacte faute de moyens financiers pour faire appel à des maîtres-verriers, il confectionne lui-même des séries de vitraux pour ses deux églises, ainsi que pour quelques églises voisines. Par son approche naïve et sa technique de créer les motifs uniquement par la juxtaposition de morceaux de verre colorés, qui requiert un certain degré d'abstraction, il peut être perçu comme l'un des précurseurs de l'Art nouveau, même s'il est vrai qu'il n'a inspiré aucun artiste de ce mouvement faute d'être connu. Ce sont la verrière occidentale de la nef et la verrière méridionale de transept qui portent la signature artistique de l'abbé Deligny. Certains éléments, dont les bustes, semblent être des créations du maître-verrier beauvaisien Jules Houille, successeur de Louis Koch, qui fut chargé de la restauration des vitraux de l'église de Bouillancy en 1921/22. La verrière occidentale s'organise sur deux lancettes. Chaque lancette est entourée d'une bordure de motifs géométriques, et affiche quatre médaillons superposés, séparés par des rosettes. Une septième rosette figure au tympan. Les motifs des médaillons de la lancette de gauche sont la tiare (du pape) et deux clés comme attributs de saint Pierre ; saint Paul ; Pierre marchant sur les eaux (Mt 14,28-31) ; et deux barques sur l'eau (du lac de Tibériade), symbolisant la pêche miraculeuse (Lc 5,1-11). Sur la lancette de droite, l'on observe les murailles de Damas et la tour par où fuit Paul (Ac 9,23-25) ; saint Pierre ; un temple et des personnages (qui écoutent certainement saint Paul en train de prêcher) ; et des rayons de lumière venant du ciel et quelque chose allongée par terre, certainement la conversion de Paul sur le chemin de Damas (Ac 9,3). De toute évidence, les bustes des deux saints patrons de l'église ont été inversés lors de la restauration. De la verrière au sud du transept, Philippe Bonnet-Laborderie dit : « Le type de bordure est identique à ses créations postérieures (pointillés jaunes et feuilles vertes). On y voit en haut, dans deux médaillons ovales, deux fleurs de lys dans un vase ; puis un cœur percé dans un losange et le M de Marie dans un autre. S'agit-il d'une « copie » réalisée par Houille ou d'un vitrail très restauré ? Il est difficile de trancher » (sans illustration).